# József Attila
József Attila (Budapest, Ferencváros, 1905. április 11. – Balatonszárszó, 1937. december 3.) Baumgarten- és posztumusz Kossuth-díjas magyar költő, a magyar irodalom egyik legkiemelkedőbb, legeredetibb alakja. Félárva, munkásosztálybeli gyermekként ifjúsága tele volt lemondással és brutalitással, felnőttként, a korszak egyik legkiválóbb költőjeként pedig szembesülnie kellett a meg nem értéssel és a politikai elnyomással. Öngyilkosságra utaló tragikus halálának pontos körülményeit azóta sem sikerült tisztázni.
A Szegedi Tudományegyetemen tanárnak készült, de a Tiszta szívvel című verse miatt kirobbant jobboldali tiltakozások nyomán Horger Antal professzor eltanácsolta a tanári pályától. Ezután nyugati egyetemekre iratkozott be: Bécsben hallgatott előadásokat, majd Párizsban a Sorbonne-on tanult és tökéletesítette nyelvtudását. Közben megismerkedett a német és francia költészettel, melynek reprezentánsai közül főleg Villon gyakorolt rá nagy hatást.
Már külföldön is szimpatizált a kommunizmussal, majd Magyarországra hazatérve kapcsolatba lépett az illegális munkásmozgalommal. Zaklatott magánéletét azonban érzelmi válságok, szerelmi reménytelenségek és egzisztenciális félelmek terhelték, melyek mindinkább felőrölték idegrendszerét. A zavaros elmeállapotú költő a balatonszárszói vasútállomáson egy tehervonat kerekei alá került és szörnyethalt.
Mindössze harminckét évet élt, mégis a magyar költészet egyik legjelentősebb alakja. Az 1945 utáni szocialista kultúrpolitika mint haladó proletárköltőt piedesztálra emelte és emlékét, munkásságát a legnagyobbaknak kijáró tisztelettel ünnepelte. Műfordítóként József Attila a szomszéd népek kortárs lírájával foglalkozott és értékesek Villon-fordításai is.

## Idézetek magyar és világirodalmi jelentőségéről
Minden, ami költészetünkben addig volt, beleolvadt József Attilába; minden, ami azóta van, vele kezdődik
József Attila költészete forradalmat jelentett a magyar irodalom történetében: az az új szemléletmód, ahogyan verseiben az »én«-t felépíti, láttatja, összhangban volt Európa és Amerika akkori költészetével. Öröksége sok évtizedre meghatározta a magyar költészet tendenciáit. Ahogy minden igazán nagy alkotó esetében, az övében is azt látjuk, hogy száz évvel születése után legalább annyi újdonságot tud mondani, mint a megelőző évtizedekben

## Élete

### Családja
Édesapja József Áron (1871–1937), görögkeleti vallású bánáti szappanfőző munkás volt, édesanyja Pőcze Borbála (1875–1919), szabadszállási születésű, a Kiskunságból Budapestre került parasztlányból lett mosónő. 1900. december 23-án kötöttek házasságot Budapesten, Ferencvárosban. József Attila anyai nagyszülei Pőcze Imre (1844–1931) és Demeter Julianna (1846–1905). Nővérei József Jolán (1899–1950) és József Etelka (1903–2004). A költő gyermekkorában gyakran megfordult nagyapja, Pőcze Imre, az „öreg Dörmögő” egykori csőszházában, amely ma emlékházként működik.

### Gyermekkora, tanulmányai

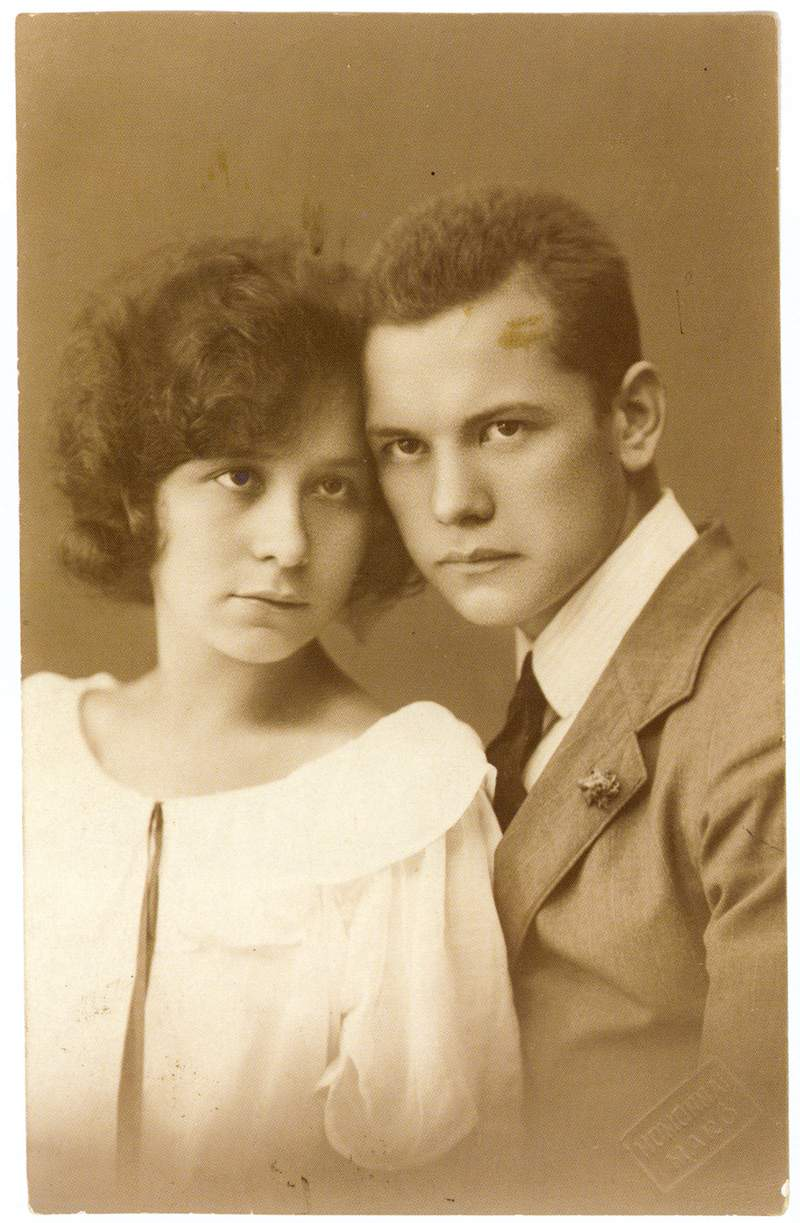
József Attila és Etelka

A Ferencvárosban, a Gát utca 3. szám alatt született. Hatodik gyermekként jött a világra, három testvére még a születése előtt meghalt.
Csupán hároméves volt, amikor az apa 1908. július 1-jén elhagyta őket. A család úgy tudta, elindult szerencsét próbálni Amerikába, valójában Romániába ment, de családját végleg magára hagyta.
Édesanyjának csak nagy nehézségek árán sikerült gyermekeit eltartania: napszámos munkát végzett, úri házakhoz járt mosni, vasalni és takarítani, ám ennek ellenére sem tudta biztosítani gyermekei legalapvetőbb szükségleteit. Végül úgy döntött, hogy 1910 februárjában két kisebb gyermekét, Etelkát és Attilát, a Gyermekvédő Liga gondjaira bízza. A testvérek 1910. március 21-én Öcsödre kerültek nevelőszülőkhöz, Gombai Ferenc parasztgazda házába.
A gyermekek a házimunkában, az állatok etetésében és legeltetésében segítettek, cserébe kapták az ellátást. Csak 1911 nyarán látogatta meg őket édesanyjuk. József Attila az öcsödi református elemi iskolában kezdte meg tanulmányait az 1911/12-es tanévben.
Nevelőszülei a gyermek füle hallatára állapították meg szomszédaikkal, hogy „az Attila név nem létezik”, és innentől fogva Pistának szólították. Fontos tényező volt életében, hogy később Attila hun vezérről szóló olvasmányokat talált. Ez természetesen felkeltette érdeklődését az irodalom iránt, hisz' ezek a legendák megerősítették identitástudatát.
Amíg a két gyermek távol volt, édesanyjuk folyamatosan azon munkálkodott, hogy számukra jobb életkörülményeket teremthessen. Szerzett egy bérlakást a Gubacsi úton, majd munka közben súlyos baleset érte, a lábadozás során addig szerzett javai elkallódtak. Etel és Attila 1912. június 19-én tértek haza Öcsödről, bár a család továbbra is nagy szegénységben élt a Ferencvárosban. Gyakran kellett költözködniük egyik lakásból a másikba.
József Attila 1912/13-ban először az Ipar utcai fővárosi népiskolában, egy költözés után pedig a mai Mester utca 67. szám alatti iskolában járta a II. osztályt. Napjait nagyrészt az utcán töltötte, a kenyérkeresés szabályos és szabálytalan módjaival is megpróbálkozott. Már gyermekkorában kemény fizikai munkát is vállalt, hogy a család szegénysége enyhüljön, erről a következő sorai tanúskodnak:
„Kivettem a részemet az üzletek előtt való álldogálásokból – volt úgy, hogy este kilenc órakor odaálltam az élelmiszerüzem előtt várakozó sorba és reggel fél nyolckor, mikor már sorra kerültem volna, jelentették ki az orrom előtt, hogy nincs több zsír. Úgy segítettem anyámnak, ahogyan tudtam. Vizet árultam a Világ moziban. Fát és szenet loptam a Ferencvárosi pályaudvarról, hogy legyen fűtenivalónk. Színes papírforgókat csináltam és árusítottam a jobb sorsban élő gyerekeknek. Kosarakat, csomagokat hordtam a vásárcsarnokban.” (József Attila: Curriculum vitae, részlet)
Sokat betegeskedett, 1913 vége felé súlyos tüdőgyulladás döntötte ágynak. 1914 első felében Jolán nővérével történt egyik heves vita után Attila először próbált öngyilkos lenni: lúgkővel akarta megmérgezni magát, de helyette tévedésből keményítőt ivott. József Jolán állást szerzett a Bőrklinikán, majd 1914. augusztus 22-én feleségül ment Pászti Elemérhez. A család ekkor a férj Üllői út 63. szám alatti lakásába költözött át. 1914. október 14-én Pászti a frontra indult.

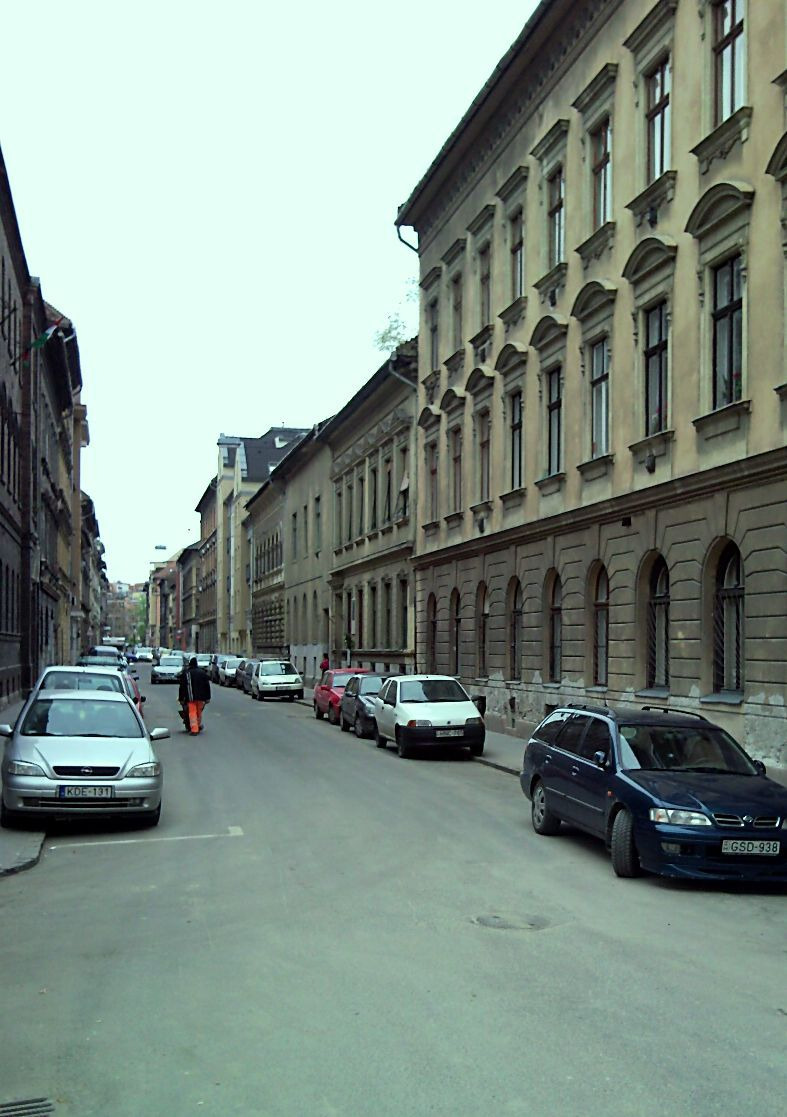
A Gát utca 2010-ben (Azóta felújították)
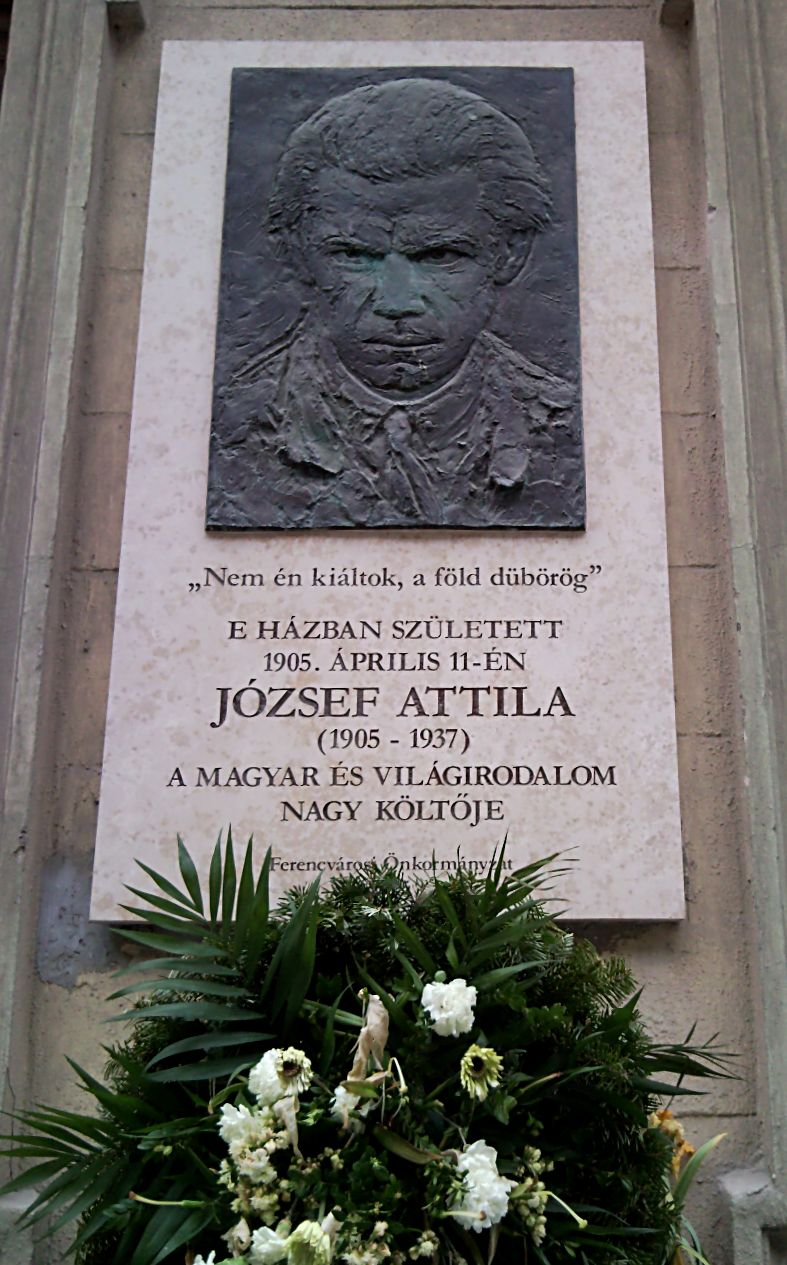
Emléktáblája a szülőház falán
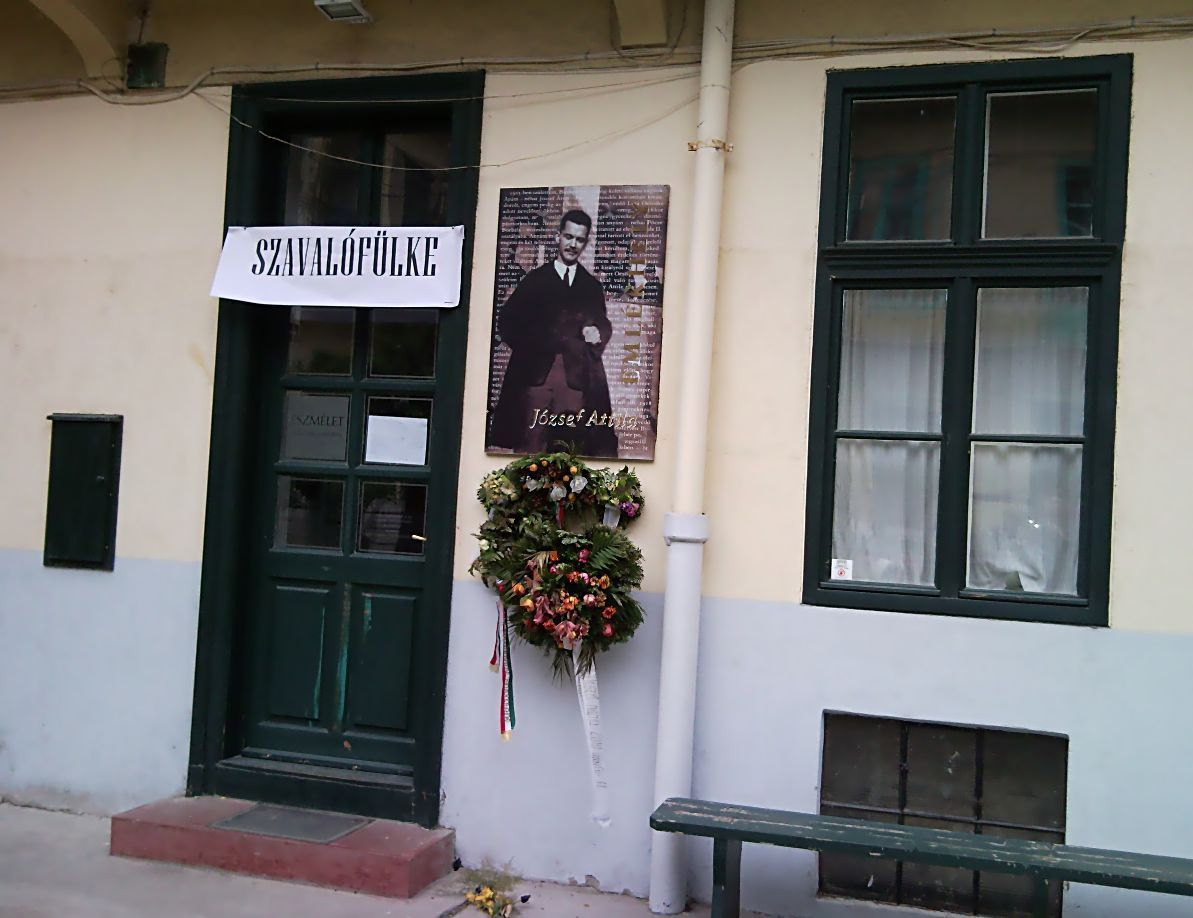
Szoba-konyha 2010-ben, állandó kiállítás

Még azon év végén édesanyjuk súlyosan megbetegedett: méhrákot állapítottak meg nála. A nőgyógyászati klinikán kapott rádiumos (sugár)kezelést. József Attila a IV. és a V. osztályt újra az Ipar utcai iskolában végezte. 1915 januárjában Pászti a harctérről hazatért, Jolánnak pedig 1915 májusában gyermeke született, emiatt a lakás szűkösnek bizonyult. A Mama ekkor két kisebb gyermekével átköltözött a Ferenc térre. 1915. szeptember 14-én Pászti Elemér másodszor is a frontra vonult, Jolán gyermeke meghalt, így követte családját a Ferenc téri lakásba, ahol egészen édesanyjuk haláláig laktak.
Mivel a háborús nyomor növekedett, anyjuk betegsége pedig egyre súlyosbodott, tovább romlott a helyzetük. Attila jócskán kivette részét a család eltartásából, a boltok előtt állt sorba élelmiszerért, és alkalmi munkákat vállalt. Ez idő tájt rikkancsként is dolgozott.
Etel elvégezte a polgári iskolát, Attila pedig beiratkozott az 1916–17-es tanévben az Üllői út 54. szám alatti polgári iskola I. osztályába. A tanítási szüneteket feltehetőleg szabadszállási rokonainál töltötte. József Jolán szerint az I. polgári végzésének idején keletkezhettek József Attila első költeményei, köztük a Kedves Jocó! című.
Anyjukon fokozatosan úrrá lett a betegsége, 1917 őszén kórházba került, s munkaképtelenné vált. A gyermekeknek kellett gondoskodniuk az eltartásáról. József Attila is súlyos beteg volt ugyanekkor, szeptember 12. és október 21. között skarláttal feküdt a Szent László Kórházban.
József Jolán Makai Ödön ügyvédnél lett alkalmazott, hamarosan baráti, majd szerelmi kapcsolat kezdett kibontakozni kettejük közt. Pászti Elemérrel kötött házasságát 1918. április 29-én felbontották, az ügyvéd közbenjárására. 1917. november 25. körül Etel és Attila Monoron kapott elhelyezést egy menhelyen, ahonnan Attila még 1918 elején megszökött (Etel ott maradt 1918. június közepéig). 1918-ban Budapesten folytatta a polgári iskolát. 1918 májusában karját törte, valószínűleg ennek is szerepe lehetett abban, hogy a tanév végén megbukott szabadkézi rajzból.
1918 nyarán a „Károly király gyermeknyaraltatási akció” keretei közt József Attila néhány hetet tölthetett Abbáziában (ma Opatija). Ellátásuk rossz, és a lakosság viselkedése is ellenséges volt irányukban.
1919 nyarán anyjuk már nem tudott felkelni az ágyból, 1919 őszén a Telep utcai szükségkórházba került, ahol egy iskolai tanteremből kialakított kórteremben töltötte élete utolsó napjait. Enyhíteni kívánva a család nyomorán, Attila még anyja halála előtt a szabadszállási rokonokhoz utazott, ott kapta a hírt, hogy édesanyja december 27-ről 28-ra virradó éjszakán elhunyt. Ez a tragédia élete meghatározó élményévé vált, s költészetében is mély nyomot hagyott. Az asszony halála után Jolán vette magához két testvérét, Makai pedig a gyermekek hivatalosan kinevezett gyámja lett.
József Attila szeptemberben beiratkozott a IV. osztályba, ám iskolába feltehetőleg nem járt, 1920. január 10-én kimaradt a polgáriból. Az ősz folyamán hosszabb időt töltött Szabadszálláson. Később a makói gimnáziumba került internátusba. Itt ismét költeményeket írt, méghozzá az internátus igazgatójának lányához, Gebe Mártához.
József Attila 1920 januárjában néhány napig még a Ferenc téren lakott, január közepével Etel nővérével együtt átköltözött Makaiék Lovag utcai lakásába. Hogy a rokonokat megtévessze, Makai Etelt mint szobalányt, Attilát pedig mint annak testvérét mutatta be. Sógorukat idegenek jelenlétében „doktor úr”-nak, Jolánt pedig Lucie-nek kellett szólítaniuk. Makai Ödön Lippe Lucie álnéven vette feleségül Jolánt 1919-ben, 1928-ban váltak el, hogy születési nevén is feleségül vehesse. A két gyermek a cselédszobában lakott. 1920 júniusától egészen nagykorúságáig Makai Ödön volt József Attila gyámja.
Miután Nyergesújfalura küldték, hogy a szalézi rendnél legyen kispap, csak hét hetet töltött ott, mivel kiderült, hogy a görögkeleti felekezet tagja. 1920 nyarán hajósinasként dolgozott az Atlantica Tengerhajózási Rt. Vihar, Török és Tatár nevű vontatógőzösein, kotróhajóin, amelyek Budapest közelében, a Dunán tartózkodtak. Feladata a fedélzet sikálásából, ruhák mosásából és más nehéz fizikai munkákból állt.

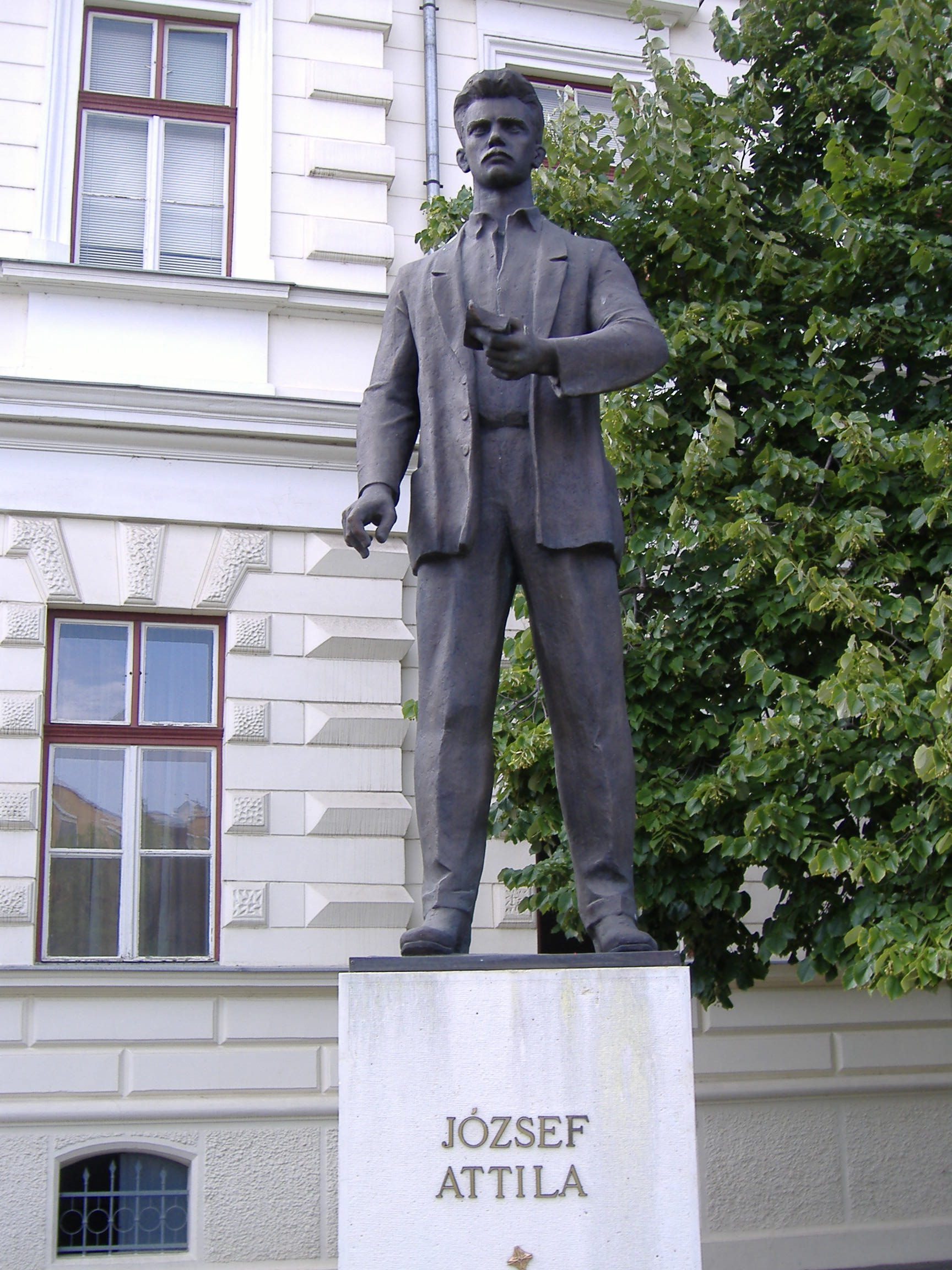
Szobra Makón a róla elnevezett gimnázium előtt

1920 júliusában a polgári iskola IV. osztályában letette a magánvizsgáját. Gyámja a makói magyar királyi állami főgimnáziumba íratta be, valamint a Délmagyarországi Közművelődésügyi Egylet (DEMKE) makói internátusában szerzett számára helyet. Attila már betegen érkezett meg Makóra 1920. október elején, a hónap végéig tüdőcsúcshuruttal feküdt a makói kórházban.
Hogy tanulmányait a gimnázium V. osztályában folytathassa, le kellett tennie a különbözeti vizsgát. Atyai baráti kapcsolatot alakított ki egyik előkészítő tanárával, Galamb Ödönnel, aki kollégiumi nevelője is volt. József Attila 1921-től kezdett folyamatosan verselni. Az 1920–21-es tanév június 29-én tartott záróünnepélyén önképzőköri jutalmakban részesítették, mivel jó rendű volt az év végi tanulmányi eredménye. Mezőhegyesen töltötte a nyári szünetet, itt korrepetált, s ezért cserébe kapott szállást és ellátást.
1928-ban Jolán nővére ismét feleségül ment Makai Ödönhöz (még abban az évben újra elváltak és összeházasodtak, majd két évvel később váltak el végleg).

### A költészet útján
1921. szeptember elején visszatért az internátusba, hogy anyagi helyzetén javítson, tanítást vállalt. Az 1921/22-es, VI. gimnáziumi tanévben már az osztályelsőségért folytatott versengést, sikereket könyvelhetett el az önképzőkörben is. Jó kapcsolatot alakított ki önképzőköri tanárelnökével, Tettamanti Bélával.
1922 elején, a tanév második felében egy iskolai lap megindítását szerette volna elérni, ám nem kapott rá engedélyt a főigazgatótól. Ezt követően verseit a helyi újságoknál próbálta megjelentetni. Sem a Makói Újság, sem a Makói Friss Újság nem volt hajlandó közölni ezeket, bár barátságba került utóbbinak a felelős szerkesztőjével, Saitos Gyulával.
1922 tavaszán a makói értelmiség vezető alakjainak (egy köztársasági-radikális érzelmű baráti kör, az Otthon kávéház asztaltársasága) figyelme a tehetséges diákra irányult. Elsőként Espersit János baloldali, művészet- és irodalomszerető, mecénáskodó ügyvéddel kötött ismeretséget. Az ő lakása szolgált a makói és szegedi írók, művészek központjául. Juhász Gyulának egyik makói látogatásakor, 1922 februárjában vagy áprilisában mutatták be; József Attila a Szegeden élő költővel egyik nyáron elolvastatta költeményeit, aki felismerve az ifjú költői tehetségét, melléállt.
Tavasszal ismerkedett meg Könyves-Kolonics Józseffel, Diósszilágyi Sámuel orvossal, Fried Ármin fogorvossal, Kiss Károly ügyvéddel, Kesztner Zoltán villanytelepi igazgatóval és Gyenge Miklóssal, aki a Makói Reggeli Újság igazgatója volt. Mindannyian barátságukba fogadták a költőt, és támogatták. 1922 elejétől lassanként kibontakozott Gebe Mihály, volt kollégiumi igazgatójának lánya, Márta iránt érzett szerelme, aki több szerelmi versének ihletője volt.
Még abban az évben Makai és Jolán házassága megromlott, a nő Etelka húgával elköltözött otthonról, s egy darabig a Győri Színházban szerepelt, azonban még az iskolai tanév végét megelőzően hazaköltöztek. Miután Makai és Jolán kibékültek, Bécsbe utaztak. Feltehetőleg a családi konfliktus is oka lehetett annak, hogy az érzékeny Attila 1922. június végén ismét öngyilkosságot kísérelt meg gyógyszerrel, annak ellenére, hogy év végi bizonyítványa színjeles volt, és számos önképzőköri díjjal is büszkélkedhetett. Kórházba került, majd néhány napot Budapesten töltött. Gyámjával ő is összeveszett, így nemsokára visszament Makóra. A nyári szünetben kukoricacsőszként dolgozott Kiszomborban, s javítóvizsgára készített fel helybéli diákokat, ennek fejében szállást és ellátást kapott. Hagymaszedéssel is keresett némi pénzt.

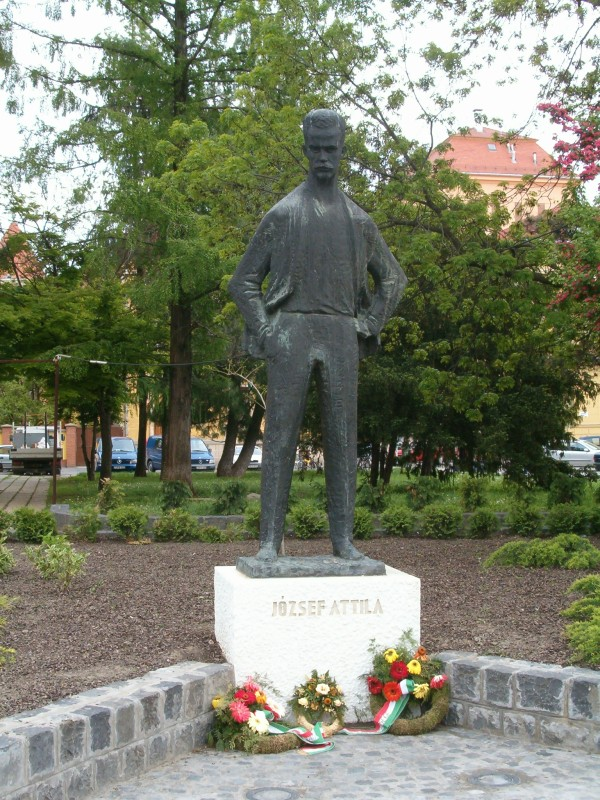
Szobra a Szegedi Tudományegyetem egyik épülete mellett

Gyalogszerrel ment Szegedre Kiszomborról augusztus végén, hogy felkeresse Juhász Gyulát, akinek ajánlásával a Színház és Társaság c. lap szerkesztőségébe jutott. Ismeretséget kötött néhány fiatal szegedi költővel és műfordítóval, akik éppen a hamarosan megjelenő Lírai antológia összeállításán dolgoztak. A látogatás eredményeitől lelkesen tért vissza gyalog Makóra.
Gimnáziumi tanulmányait 1922 szeptemberében folytatta a VII. osztályban, ám öngyilkossági kísérletéből kifolyólag nem térhetett vissza az internátusba. Önálló megélhetésre törekedett, házitanítóként dolgozott Iritz Miksa bornagykereskedő házában, s közben barátainál szállt meg. Osztályfőnöke Eperjessy Kálmán, önképzőköri tanárelnöke Tettamanti Béla maradt. József Attila az önképzőkör aljegyzője lett.
A szegedi Színház és Társaság 1922. november 1-jén jelentette meg Távol zongora mellett és Ősapám című verseit, szerzőjük néhány mondatos bemutatásával együtt. Eme közléssel kezdetét vette költői pályája.
A Szegedi Híradó 1922. november 5-i száma hozta le a Szeged alatt című versét, s ugyanezen a napon elkészült a szegedi fiatal költők Lírai antológia című versgyűjteménye a szegedi Koroknay nyomdában, mely József Attila négy költeményét is tartalmazta. A Makói Reggeli Újság a költő sikereinek hatására november 12-én közölte a Tél, az Ó zordon szépség és Koldus című verseit. Illegálisan akarta kinyomtatni a Makói Friss Újság nyomdájának szedőivel Lovas a temetőben című versesfüzetét, azonban lelepleződött, s a szerkesztőségből kitiltották.
1922 őszén Juhász Gyula biztatásával megjelent első verseskötete, a Szépség koldusa, összesen háromszáz példányban, ebből száz famentes papíron. A kötetet Szegeden adták ki Juhász előszavával, a füzetet hirdette a Makói Friss Újság november 12-i száma. Kötete ügyében több alkalommal is beutazott a szegedi Koroknay József nyomdájába, amely szerkesztőségként és kiadóhivatalként egyaránt funkcionált. Barátságot kötött a fiatalokkal, akik ezt az intézményt választották gyülekezőhelyül: Ferber Andorral, Berczeli Anzelm Károllyal, Kormányos Istvánnal, Szabadjai Istvánnal, Keck József Gáspárral, Rózsa Imrével, Hont Ferenccel és Sz. Szigethy Vilmossal. Könyvéhez Makón és Szegeden keresett előfizetőket. A Stefánia Szövetség december 12-én Makón megrendezett Petőfi-estjén Espersit János tolmácsolásában hallhatta néhány versét a közönség. December 17-én első kötetének példányait elhozta Szegedről, művéről december 24-én jelentek meg ismertetések a makói lapokban.
Verseit megjelentették a helyi lapok, illetve a Nyugat is. „Csodagyereknek tartottak, pedig csak árva voltam” – írta később önéletrajzában. Ekkoriban, 1922-ben születhetett Nem, nem, soha! című irredenta verse is, amely azonban 1989-ig sohasem jelent meg nyomtatásban, tehát széles körben ismertté sem válhatott.
A karácsonyi ünnepeket követően Pestre ment, majd 1923. január 10-én, miután visszatért Makóra, elhagyta a gimnáziumot. Amikor Makai Ödön eme döntéséről értesült, nem támogatta többé anyagilag a költőt, hogy megpróbálja jó útra téríteni.
Espersit Jánosnál lakott egy ideig, kapott lakást, de előfordult, hogy Kesztner Zoltánéknál, Saitos Gyulánál vagy Galamb Ödön lakásán szállt meg. Minden bizonnyal Galamb Ödön és Tettamanti Béla játszott szerepet abban, hogy József Attila a VII-VIII. gimnázium anyagából összevont vizsgát tett. Mivel több szabadidővel rendelkezett, gyakrabban látogatta szegedi barátait. Januárban látott napvilágot a szegedi fiatalok Csönd című folyóirata, s három szám után meg is szűnt. Március 1-jén megérkezett az elvált Espersit János házába Mária leánya, akihez a költő több szerelmes verset írt.
A Névnapi dicséret, Útrahívás és Sacrilegium című versei a Nyugat 1923. április 16-i számában jelentek meg. Április 29-én befejezte Lázadó Krisztus című versét, ezt május végén a Kékmadár című lap közölte először,  ennek október 1-jétől közgazdasági rovatvezetője lett.
Május 15-től néhány napig Mezőhegyesen tartózkodott, majd Szegedre ment, hogy Juhász Gyula költői működésének negyedszázados jubileumát megünnepeljék. Itt ismerkedett meg Babits Mihállyal, Kosztolányi Dezsővel, Török Sophie-val és Szabó Lőrinccel. József Attila ajándékként A Kozmosz Éneke című szonettkoszorúval kedveskedett. Június 16–17-én Makón ünnepelték Juhász Gyula jubileumát, ahol szintén verssel köszöntette mesterét.
Május elején újabb öngyilkossági kísérletet tett, Makó határában ráfeküdt a vasúti sínekre. Ennek hírére Jolán nővére rögvest Makóra utazott öccsét meglátogatni, itt személyesen ismerkedett meg öccse barátaival és pártfogóival.
Június 25-én a költő két gimnáziumi osztály anyagából vizsgázott, a VII. osztály tantárgyaiból jó rendű, a VIII-éiból elégséges osztályzatot kapott. Július elején néhány nap erejéig Pestre utazott, a nyarat viszont Etel nővérével töltötte Makón, egy kofa szállásolta el. Üdülés közben az érettségi vizsgára is elkezdett készülni. Szeptember elejéig maradt Makón.
1923. október 19-én a Kékmadár hozta le Lázadó Krisztus című versét, s emiatt a Kelet Népe című lap november elsejei számában élesen támadták.
Ősszel már készült az érettségire. A Lovag utcában nem érezte jól magát, József Attila és Makai Ödön között mindennaposak voltak a nézeteltérések. Novemberben Szegedre ment, és november 26-án az „Igen” csoport matinéján is részt vett. December 13-án a Werbőczy Gimnáziumban leérettségizett. Magyarból Pintér Jenő tankerületi főigazgató volt a vizsgáztatója, akitől elégségest kapott teljesítményére. Az év utolsó napjaiban újból Makóra utazott, sikerrel lépett fel szilveszterkor, az újságírók Görbe estjének műsorában. 1924. január 29-én rendőrségi idézést kapott, mivel az ügyészség Lázadó Krisztus című verse miatt perbe fogta Istengyalázás címén.
Február elején visszatért Budapestre. Összeveszett családtagjaival, akiknek nem tetszett, hogy még mindig munka nélkül tengeti életét. Április elejétől körülbelül május közepéig dolgozott a Fővárosi Könyvkiadónál mint könyvügynök, majd május 15-től augusztusig banktisztviselő volt a Mauthner-féle magánbankháznál. Június végén rövid látogatást tett Makón.
Ezzel párhuzamosan irodalmi terveivel is foglalkozott, tervezgette 1923-ban és 1924-ben A legutolsó harcos, 1924 elején pedig a Lázadó Krisztus című kötetek megjelentetését. A vád ejtését hiába kérte, július 10-én megtartották a Lázadó Krisztus című vers miatti pert. A Büntető törvényszéken a Schadl-tanács tárgyalta az ügyet, a költő védője Vámbéry Rusztem volt. Nyolchónapi fogházra és 200 000 korona pénzbüntetésre ítélték. A sajtóban gyakorta foglalkoztak a bírói ítélettel. Az országos közvélemény figyelmét József Attilára az egyes újságok állásfoglalásai hívták fel először. Még október 14. előtt a Táblabíróság nyolc hónapról egy hónapra csökkentette büntetését, 1925. március 4-én pedig a Kúria felmentette az Istengyalázás vádja alól.
Budapesti tartózkodása alatt a főváros irodalmi életének is résztvevője volt: a Kékmadár és a Magyar Írás körének programjaiból, vitáiból is tevékenyen kivette részét. Látogatta a Mentor Könyvkereskedés összejöveteleit, s a Modern kávéházban is gyakran lehetett látni. Közelebbi kapcsolatot alakított ki Pintér Ferenccel, Márer Györggyel, Fenyő Lászlóval, Zsolt Bélával, Gergely Sándorral, Ignotus Pállal, Lázár Vilmossal, Bányai Kornéllal, Fodor Józseffel és Kuti Lászlóval, valamint csatlakozott Balogh Vilma baráti köréhez is.
Később Saitos Valériával került közvetlenebb érzelmi kapcsolatba, makói tartózkodásai alkalmával.
1924 első felében, 19 évesen barátjával egy városligeti padon szóba elegyedve során ismerte meg a nála 18 évvel idősebb Gyenes Gitta festőnőt, akinek 5 perc után szerelmet vallott, mondván, „ő a hetedik szerelme”. Ezután sokszor megfordult a Gyenes családnál, amely során Gitta asszony játékos-évődő baráti viszonyt alakított ki költővel, valódi szerelmi viszonzás nélkül. A festőnő megfestette a költő portréját is. A következő években gyakran találkoztak, Attila állandóan a művésznőnél vendégeskedett a lakásukon szervezett Gyenes Irodalmi Szalon keretében, ahol ő, Kosztolányi, Karinthy, Kassák, Faludy, Tersánszky és mások olvasták fel írásaikat. Attila érdeklődése később lánya, Wallesz Luca irányába fordult.

### Egyetemi évei
Augusztusban elhatározta, hogy beiratkozik a szegedi egyetemre. Döntése meghozatalában családja, pesti ismerősei (főként Balogh Vilma) és a makói barátainak befolyása is döntő szerepet játszott. Augusztus 18-án szert tett a felvételhez szükséges erkölcsi bizonyítványra. Szeptember 3-án kérvényezte, hogy rendes hallgatónak vegyék fel a szegedi bölcsészettudományi karra. 1924. szeptember 13-án a Magyar Királyi Ferenc József Tudományegyetem magyar–francia–filozófia szakos hallgatója lett. Szeptember 19-én iktatták be egyetemi polgárnak.
Szeptember közepétől Koroknay József barátjának Templom tér 3. sz. alatti lakásában lakott, később pedig önálló bérleménybe költözött át. Szegedi tartózkodása alatt gyakran változtatta lakhelyét, és sokat nélkülözött. Sokszor ismerősei látták el élelemmel. A szegedi tanév első felében többször utazott Makóra és Budapestre. Ősszel újból megérintette a szerelem: Günczler Rózsa, Ligeti Böske és Szatmári Rózsika iránt táplált vonzalmat.
A Szociáldemokrata Párt szegedi szervezetével közeli kapcsolatba került, továbbra is élt barátsága Juhász Gyulával, valamint közelebbi ismeretségben állt a Szeged című lap szerkesztőségének tagjaival: Móra Ferenccel, Vér Györggyel, Pásztor Józseffel, Magyar Lászlóval és Pór Tiborral.
Sikerei voltak az egyetemen a magyar irodalomtörténeti szemináriumon, tanára, Dézsi Lajos kiemelkedően jó írásként jellemezte Csáti Demeter Ének Pannónia megvételéről című művéről írt dolgozatát.
1924 októberének végén József Attila egy kötet kiadását tervezte, melynek A villámok szeretője címet adta, a Koroknay nyomda vállalta el elkészítését. Nekifogott a baráti támogatások előteremtéséhez, melyek a kötet kiadásának költségeit fedezni tudják. A verseskönyvet a Szeged című lap már az új, Nem én kiáltok címmel hirdette hasábjain 1924. november 23-án. Ezzel a címmel jelentek meg a kötet első példányai 1924 karácsonyát követően. 1925. február 2-án az ügyészség vádjavaslatot készített a versgyűjtemény egyes versei ellen, ám bírósági eljárás nem indult ellene.
Februárban szerelmi kapcsolat alakult ki József Attila és dr. Kunvári Bella között, aki Balogh Vilma baráti köréhez tartozott.
A Szeged című napilap közölte 1925. március 25-én a költő Tiszta szívvel című versét.
Ennek megjelenése jobboldali körökben botrányt robbantott ki; a Szegedi Új Nemzedék 1925. március 29-i számában két cikkben is támadták a költőt. Horger Antal professzor március 30-án magához hívatta József Attilát, és két tanú jelenlétében a tanári pályától eltanácsolta. Meg is fenyegette: gondoskodni fog arról, hogy ne lehessen tanári diplomája. A költő ezt a fontos epizódot önéletrajzában a következőképpen örökítette meg:
Nagyon büszkévé tett, hogy Dézsi Lajos professzorom önálló kutatásra érdemesnek nyilvánított. De minden kedvemet elszegte az, hogy Horger Antal professzor, kinél magyar nyelvészetből kellett volna vizsgáznom, magához hívatott s két tanú előtt – ma is tudom a nevüket, ők már tanárok – kijelentette, hogy belőlem, míg ő megvan, soha nem lesz középiskolai tanár, mert „olyan emberre – úgymond – ki ilyen verseket ír”, s ezzel elém tárta a Szeged c. lap egyik példányát, „nem bízhatjuk a jövő generáció nevelését”. (József Attila: Curriculum vitae)
A költő a második szemesztert befejezte, majd Budapestre ment május végén vagy június elején.
Egy darabig a Lovag utcában lakott, ahol megismerkedett Rákosi Mátyással, aki ekkortájt illegalitásban élt. Az ekkor már bomlófélben lévő Makai család kötelékében nem érezte jól magát, így szobát vett ki. A nyarat barátaival töltötte. Belépett a Magyarországi Szocialista Munkáspártba. Szeptember 25-én Rákosit letartóztatták, a költő látogatást tett nála vizsgálati fogsága idején.
1925 októberének elején kiment Bécsbe. Itt elsőként barátainál, Kovács Györgynél és Erg Ágostonnál kapott lakhelyet, novemberben pedig átköltözött a Collegium Hungaricumba, ahol az igazgató, Lábán Antal vette pártfogásába, ennek köszönhetően tanítványokra tett szert. A Diogenes című lap szerkesztője, Fényes Samu is megvendégelte és támogatta őt.
1925. november 24-én beiratkozott a bécsi egyetemre, előadásokra és könyvtárba járt. Olvasmányai között a marxizmus klasszikusai és anarchista tanok is szerepeltek. Mindeközben újságárulással kereste kenyerét, ám ismét csak sokat kellett nélkülöznie. Résztvevője volt a bécsi magyar emigráció irodalmi és szellemi életének. Megismerkedett Kassák Lajossal, Németh Andorral, Nádass Józseffel, Sándor Pállal, Sándor Imrével, Déry Tiborral.
1926 elején pár nap erejéig Gáspár Endrénél vendégeskedett, utána egy diákotthonban kapott szállást, szegényes körülmények között. Kapcsolatot alakított ki számos baloldali irányzatot képviselő emigránssal: Landler Jenővel, Lukács Györggyel, Balázs Bélával, Lesznai Annával, Hatvany Lajossal, Ignotussal és Reinitz Bélával. Nyár elején pár hetet töltött a lainzi Hermész-villában, Hatvany Lajos házában. Itt újfent találkozott Juhász Gyulával, az atyai jóbaráttal.
Németh Andorral közösen tért haza Magyarországra július végén. Hatvan felé vette az irányt, ahol Hatvany Lajos testvére, Hirsch Albertné vendégeként üdült egy ideig. Pihenése alatt gyakorta udvarolt a kastélyban lakó Hertha Böhm német társalkodónőnek.
Augusztus végén visszatért Budapestre. Néhány hetet Németh Andorral töltött, ő mutatta be Karinthy Frigyesnek és Kosztolányi Dezsőnek.
1926. szeptember 10. körül Párizsba ment, s felkereste Hont Ferencet, szegedi barátját. Először a Rue du Vieux Colombier-beli Vatican szállodában lakott, majd novemberben továbbköltözött a Rue de la Huchette-be.
Mialatt Párizsban tartózkodott, a korábban Bécsben már megszokott bohém és nélkülözésekkel teli életmódját folytatta. Rendszeresen látogatta a párizsi magyar emigránsok kedvenc kávéházait, a Dame-ot, a Coupole-t, valamint a Clauserie des Lilas-t. Kapcsolatban állt Gráber Margit festőnővel, Sándor Kálmánnal, Vághidi Ferenccel, Janovits Andrással, Korda Vincével, Pais Györggyel és Cserépfalvi Imrével.
Lelkesen tanult franciául, november 12-étől már a Sorbonne hallgatói közé tartozott. A francia fővárosban barátkozott Marx, Hegel, Lenin tanaival, és tagja lett az Union Anarchiste-Communiste-nek. Pár költeményét közreadták a kinti újságok is.
A Kassai Napló 1926. november 9-i száma hírt adott arról, hogy József Attila Csehszlovákiában tervezte Tüzek éneke című kötetének megjelenését, ám nem járt sikerrel ez irányú kísérlete. Folyamatosan levelezett családjával. 1927 elején a Francia Kommunista Párt magyar szekciójával alakított ki kapcsolatot. François Villon költészetét is tanulmányozta.
Januárban ismeretséget kötött Paul Dermée-vel és Michel Seuphorral, akik az ekkoriban alapított Esprit Nouveau című folyóiratot szerkesztették. Március 12-én az Esprit Nouveau estjén is fellépett. A folyóiratnak csak egyetlen száma jelent meg tavasszal, amely a költőnek egy francia versét is tartalmazta.
Június végén két hónapra elutazott a francia tengerpartra, Cagnes-sur-Mer üdülőfaluba, amely Nizza közelében a Francia Riviérán található. A július 20-a utáni napokban fiatalabbik nővére, Etel meglátogatta.
1927. augusztus közepén tért haza Budapestre, költeményeit ekkor már ismerik, és megjelentették a különböző napilapok, irodalmi folyóiratok is (Népszava, A Toll, Pesti Napló, Nyugat, Korunk stb.).
Szeptember 28-án beiratkozott a budapesti egyetem bölcsészkarára, ahol két szemesztert végzett el. 1927 őszén Illyés Gyulával és Németh Andorral kötött barátságot, összejöveteleket rendeztek a Lovag utcában. József Attila a családi perpatvarok következtében bérelt lakásba költözött, ám továbbra is jó kapcsolatot ápolt Etel nővérével. Október 9-én érkezett az első hír, hogy új kötetet tervez megjelentetni, Nincsen apám, se anyám címmel.
1928 első néhány hónapjában ismerte meg Vágó Mártát, akivel egymásba szerettek. Az ő révén került kapcsolatba polgári radikális és liberális körökkel, barátokat szerzett Varró István, Vámbéry Rusztem, Vágó József, Gönczy Jenő, Kecskeméti Pál és György, Ignotus Pál, Komlós Aladár és Komor András személyében.
1928. április 20-án a sajtó arról adott hírt, hogy József Attila Nincsen apám, se anyám című kötetét tervezi kiadni. Ebben az időszakban az Andrássy út 6. szám alatti bérelt lakásban élt nyomorúságos körülmények között, melyről az április 21-én kelt, a Diáknyomorenyhítő akcióhoz írott kérvénye is tanúskodik. Egyetemi alapvizsgájára is tanult.
Májusban és júniusban részt vett a Vágó Márta édesapjának baráti köre által szervezett, a főváros környéki hegyekbe tett kirándulásokon. A Napkelet pályázatára beküldött költeményei közül június 15-én kiválasztották azokat, melyeket versenyre érdemesnek tartottak. Az elbírálásra 1929. január 15-én került sor, ám ez kedvezőtlennek bizonyult.
1928. július második felében 2-3 hétig nélkülözte Márta társaságát, aki ebben az időben a Dolomitokba utazott üdülésre. Az 1928 nyarán keletkezett Klárisok c. vers ábrázolja szerelmi kapcsolatukat, s jól dokumentálja az abban lappangó szociális feszültségeket.
Vágó Márta szülei megpróbálták megakadályozni, hogy lányuk és a költő kapcsolata komolyabbra forduljon. Mártát kiküldték Londonba, hogy az angliai népjóléti intézményeket tanulmányozza, valamint szociális gondozó lehessen belőle. 1928 őszén még leveleztek a fiatalok, ám 1928–1929 fordulóján elapadt a levélfolyam. József Attila a köztük lévő társadalmi különbséggel magyarázta magának az eljegyzés felbomlását: „Egy jómódú leányt szerettem, / osztálya elragadta tőlem” – írta Végül című versében (1930).

### Közösségi útkeresése és tevékenysége

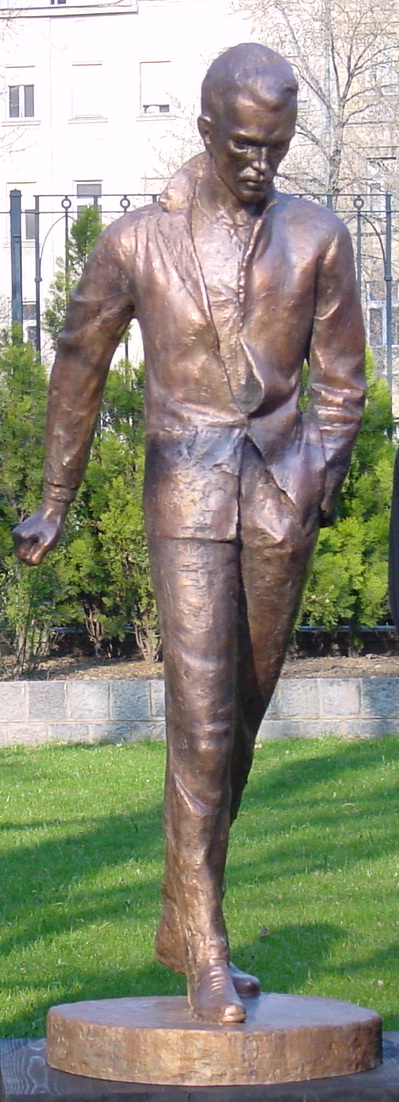
A Nagyváradnak ajándékozott szobor

1928 nyarán József Attila megismerte a Híd című folyóirat körül csoportosuló fiatalok baráti körét, majd rajtuk keresztül került kapcsolatba a Bartha Miklós Társasággal, amely a parasztság szociális helyzete és kultúrája felől tájékozódott, ez a népi mozgalom egyik fontos szervezete volt.
A József testvérek 1928 őszéig éltek együtt. Makai Ödön 1928. október 1-jén Hódmezővásárhelyre költözött. A Belvárosi Takarékpénztár tiszántúli kerületének főfelügyelője, illetve a Kereskedelmi Bank ügyésze lett, majd a helyi bankfiók társigazgatója volt. Házasságuk Jolánnal válságba került, ám a József nővérek ennek ellenére is követték sógorukat Hódmezővásárhelyre.
Ősszel József Attila részt vett a Bartha Miklós Társaság egyik előadás-sorozatán, szimpatizáló ismertetést jelentetett meg a Társaság Értesítőjéről a Századunk novemberi számában.
1928-ban létrejött a Magyar Külkereskedelmi Intézet Rt., ahová az alapítók barátja, Vágó József francia levelezőnek ajánlotta a költőt.
1928. december 14-én rendezték meg az Írók előadóestjét, Babits Mihály bevezetésével, melyen József Attila saját maga adta elő verseit, nagy sikert aratva.
1929. január 15-én leutazott Hódmezővásárhelyre, január 27-én pedig átrándult Makóra. Az Ady halálának tízéves jubileumára megrendezett ünnepségen is jelen volt, Szegeden is megfordult néhányszor az év elején. Harmadik verseskötetét is a szegedi Koroknay nyomda készítette, ez Nincsen apám, se anyám címmel jelent meg 1929. február 17-én, 1000 számozott példányban, ebből 1-50-ig a költő aláírásával, gyűjtők számára, merített papiroson; a 901–1000. számú példányok pedig a költő kezéből köztulajdonba mentek át.
József Jolán így írt öccse helyzetéről: „1929. február 17-én jelent meg harmadik kötete, a »Nincsen apám, se anyám« ezer számozott példányban. Az 1. számú könyvet elküldte nekem, majd rövidesen maga is beállított Vásárhelyre. Külsején látszott, hogy sokat nyomorgott az elmúlt télen. Sovány volt, arca beesett, nyaka még jobban megnyúlt. A sok éhezéstől megint kiújult gyomorbaja, ami Párizsban is sokat kínozta; nem tudott enni akkor sem, amikor a bőségesen terített asztal előtt ült. Tejbegrízt főztünk neki, meg krumplipépet, mint egy kisgyereknek. Ruhái siralmas állapotban voltak. Ami nem is volt csoda, más viselte őket, csak azután Attila. Ingeit meg sem lehetett foltozgatni, mert foszladoztak a cérna nyomán. Itt Vásárhelyen kapott négy új inget, talán az első új fehérneműt életében. Aztán M[akai] megint elvitte egy kis szabóhoz, hogy egyik ruháját ráigazítsa. Attila hagyta, hogy így törődjünk vele. Árvasága azonban tökéletes maradt... Sokat csatangoltunk a város határain túl a tavaszi napokban. Kirándulásokat rendeztünk a Tisza mellé, és néztük a vizet, mint gyermekkorunkban a Dunát. Aztán leheveredtünk a fűbe, és bámultuk a kék eget. Ilyenkor nagy-nagy nyugalom költözött belénk, és estefelé, mint a fáradt kapások, szótlanul, egymásba karolva mentünk haza.”
Február 10-én jelen volt a farsangi ünnepségen, amelyet Makaiéknél tartottak. Makai Ödön és József Jolán elváltak, s Makai József Etát vette nőül, Jolán pedig a hódmezővásárhelyi Bányai Lászlóhoz ment hozzá.
József Attila február 18-án már újból Budapesten volt, a Bartha Miklós Társaság Magyar Föld-estjén vett részt, mely nagy visszhangot kavart. Mint a Társaság tagja, itt szerepelt először a nyilvánosság előtt.
Március 9-én megkezdte francia levelezői munkáját a Magyar Külkereskedelmi Intézet Rt.-nél, de két és fél hónap után, május 25-én felmondtak neki. Elbocsátásában a Vágó Mártával tavasszal történt végleges szakítását követően bekövetkezett idegösszeomlása is szerepet játszott.
Május 29-én kérvényt írt a Magánalkalmazottak Biztosító Intézetéhez (MABI), hogy orvosi kivizsgálását eszközölhesse. A MABI a vizsgálat eredményeként szanatóriumba utalta Neurasthenia gravis-szal. Szeptember végétől október 18-ig pihent a MABI balatonlellei szanatóriumában.
Nyáron A Toll Ady-revíziós vitájának volt résztvevője, ezt a vitát Kosztolányi Dezsőnek a lapban július 14-én megjelent írása robbantotta ki. József Attila cikkét augusztus 18-án hozta le a lap.
A húszas évek végén viszonylag rövid ideig a népi írók mozgalmához, valamint a munkásmozgalom kommunista szárnyához tartozott. November közepén Hódmezővásárhelyen járt, december elején pedig visszament Budapestre, ahol az Előörs című nemzeti radikális lap munkatársa lett, amelyet Bajcsy-Zsilinszky Endre szerkesztett.
A Nyugat 1929. december 1-i száma a Nincsen apám, se anyám című kötetről Németh Lászlónak egy bántó hangvételű kritikáját közölte. Mivel József Attilát a Nyugat részéről sérelem érte, ez váltotta ki, hogy támadást indítson Babits Mihály irányában, mely éles, igazságtalan volt, és reá nézve súlyos következményekkel járt. Pamfletet írt Babits ellen Az Istenek halnak, az Ember él címmel, amelyet A Toll 1930. január 10-i száma közölt. A költő különlenyomatként is terjesztette az írást.
Február 8-án Hódmezővásárhelyen, Makaiéknál töltötte a farsangot. Március 23-án a magyar fiatalság Ady-ünnepet rendezett, ezen Ady emlékezete című versével lépett fel. Hódmezővásárhelyre ment 1930. április 18-án, majd május 20-ra Fábián Dániellel együtt véglegesítették a Bartha Miklós Társaság Ki a faluba című röpiratának szövegét. Május 21-én a Társaság munkásságát mutatták be fiatal hódmezővásárhelyi értelmiségiek előtt, egyúttal a röpirat legfontosabb programpontjait is ismertették. A Ki a faluba június 6-án jelent meg. Június elején József Attila és Fábián Dániel Szegedre utaztak, hogy megbeszélést folytassanak Buday Györggyel és Bálint Sándorral a röpirat terjesztéséről.
Nagy Lajossal és Agárdi Ferenccel is közeli kapcsolatba került, s 1930. szeptember 1-jén a budapesti munkástüntetésen is jelen voltak. Az ősz folyamán tagja lett az illegális kommunista pártnak.
Összeköltözött Szántó Judittal, eleinte a Margit krt. 46. szám alatt laktak, a lakást 1930 őszétől József Attila az akkoriban Budapesten tartózkodó Etel nővérével közösen bérelte.
November 1-jén többedmagával együtt nyilvánosan bejelentette, hogy kilép a Bartha Miklós Társaságból, hogy ezzel is hangot adjon a szervezet jobbra tolódása elleni tiltakozásának. Még ugyanezen év telén a Jaures-munkaközösség tagja lett, mely hivatalosan ugyan szociáldemokrata értelmiségiek köreként volt ismert, ám a valóságban illegális kommunisták, illetve a kommunistákkal szimpatizáló értelmiségiek csoportosultak benne.
1929. szeptember 14-én jelent meg az első hír arról, hogy új verseskötetet tervez Döntsd a tőkét, ne siránkozz címmel, ennek kézirata az év végére már nyomdakész állapotban is volt.
1931 februárjában a Jaures-munkaközösségben művészetbölcseleti nézeteinek foglalatát és az Irodalom és szocializmus című szabadelőadást olvasta fel.
1931. március 18. után Juhász Árpád nyomdájában kinyomtatta Döntsd a tőkét, ne siránkozz című verseskötetét, Müller Lajos nyomdász segítségével. Március 21-én megkapta az első példányokat, másnap a nyomdatulajdonos beszolgáltatta a köteles példányt a budapesti királyi ügyészségnek. A nyomdai költségeket feltehetőleg Hatvany Lajos állta.
1931. április 24-én József Attila hivatalosan is szociáldemokrata lett. Tavasszal illegális szemináriumokat tartott Újpesten és Rákospalotán, és másfajta illegális pártmunkákban is részt vett.
Május 6-án a budapesti királyi ügyészség elrendelte a nyomozást a Döntsd a tőkét, ne siránkozz c. kötet ügyében: a Szocialisták című vers és a Vastag Margot-ról szóló Villon-ballada fordítása ellen sajtó útján elkövetett izgatás vádjával. Május 8-án a nyomozók elkobozták a kötet nyomdai kliséit és a fel nem használt könyvfedeleket, május 9-én pedig a Sándor Pál és József Attila birtokában megtalált példányokat is elvitték. Az elkobzott kötet ügyében a költőt 1931. május 11-én hallgatták ki, és másnap elrendelték a vizsgálatot. Június 12-én elkészült a vádirat József Attila, valamint Müller Lajos és Juhász Árpád, a kötet előállítói ellen.
A költőt lesújtotta a Sarló és Kalapács című moszkvai folyóiratban megjelent A Magyar Proletárirodalom Platformtervezete c. írás, amely azt állította róla, hogy a fasizmus táborában keresi a kiutat, mivel éppen ellenkezőleg, az illegális munka résztvevője volt, s rendőrség és az ügyészség pont ekkoriban vonta felelősségre verseinek osztályharcos jellege okán. Nyilván József Attila nem volt hozzászokva a sztálinista politikai frazeológiához, amely minden szociáldemokrata törekvést fasisztának nevezett.
1931 nyarán szegedi ismerősével, dr. Rapaport Samu pszichológussal találkozott, aki egy Ideges gyomor- és bélbajok keletkezése és gyógyítása című könyvön dolgozott. Megkérte József Attilát, hogy kéziratát nyelvhelyességi és stiláris szempontból ellenőrizze és javítsa. Megegyezést kötöttek, hogy honorárium címén az orvos a neurotikus tünetekkel bajlódó költő számára pszichoanalitikus kezelést nyújt. Úgy tűnik a kapcsolatnak ez a módja emberileg ugyan érthető, de orvosilag kontraindikált volt. Ekkor kezdődött meg József Attila haláláig tartó gyakorlati, teoretikus és költői kapcsolata a pszichoanalízissel.
Szeptember 5-én folyt le a Döntsd a tőkét, ne siránkozz c. kötet perének nyilvános főtárgyalása a Schadl Ernő-tanács előtt, József Attilát osztály elleni izgatás miatt 8 napi fogházra ítélték. Melléky Kornél, a költő védőügyvédje december 23-án fellebbezett az ítélet ellen.
Szeptember 20. környékén József Attila válaszolt a moszkvai Platformtervezetre s a benne szereplő elítélő kijelentésekre.
József Attila és Szántó Judit 1932-ben a Székely Bertalan utca 27. sz. alatt laktak.
A Sarló és Kalapács januári számában megjelent hozzászólása A Magyar Proletárirodalom Platformtervezetéhez, mely enyhítette a korábban megfogalmazódott elítélő véleményt, egyszersmind besorolta a költőt a proletárirodalommal rokonszenvezők táborába.
A Bartha Miklós Társaság 1932. február 29-i közgyűlésén a költő visszalépett a szervezetbe, amely azóta balra tolódott, s a Társaság Közgazdasági alosztályát vezette.
Március 23-án a Halálbüntetés Ellenes Szövetség előkészítő ülést tartott, a Szövetség munkájából tavasszal a költő is kivette részét, jelen volt a május 31-én megtartott alakuló ülésen.
Ugyanezen a tavaszon megjelent az Uj Anthológia, melybe szerkesztője, Babits Mihály beválogatott két verset, a Megfáradt ember és a Tiszta szívvel címűeket, József Attila jóváhagyásával. Babitsot tehát József Attila mélyen megsértette, de Babits értékelte költő-társa tehetségét, munkásságát.
Április 30-án folyt le a Döntsd a tőkét, ne siránkozz c. kötet fellebbviteli főtárgyalása a Gadó-tanács előtt, ennek során az elsőfokú ítéletet helybenhagyták.
Júniusban megjelent az illegális kommunista párt irányvonalát követő, Valóság című folyóirat első és egyben egyetlen száma, amelyet József Attila és Fejtő Ferenc szerkesztett. Az ebben szereplő egyik írás, József Attila Egyéniség és valóság című tanulmánya megbotránkozásra adott okot mozgalmi körökben, s ez feltehetőleg a lap megszűnéséhez is hozzájárult.
1932. július 15-én a budapesti politikai rendőrség letartóztatta Sallai Imrét és Fürst Sándort, az illegális Magyar Kommunista Párt vezetőit, majd mindketten statáriális bíróság elé kerültek. Ennek csak július 20-21-én ment híre, József Attila is szervezője és lebonyolítója lett a statárium-ellenes akcióknak. Aláírásgyűjtésbe fogott, az íveket július 27-én az Igazságügyi Minisztériumban adták át.
Július 27-én Illyés Gyula, József Attila és Szimonidesz Lajos röplapot fogalmaztak meg a két kommunista halálbüntetése ellen. Ez másnap jelent meg, a fellelhető példányokat a rendőrség rögtön elkobozta. A bíróság nemzetgyalázás vádjával indított eljárást a készítők ellen, a per első tárgyalását szeptember 21-én tartották.
Szeptember 4-11. között jelen volt az Írók Gazdasági Egyesületének balatoni rendezvénysorozatán.
A Döntsd a tőkét, ne siránkozz című kötete ügyében szeptember 27-én lezajlott a kúriai fellebbviteli tárgyalás. József Attilát távollétében Melléky Kornél ügyvéd képviselte. A megelőző tárgyalásokon meghozott ítéleteket a Kúria helybenhagyta, de a büntetést három évre felfüggesztette. Ezt az ítéletét október 17-én a Büntető Törvényszék Schadl Ernő-tanácsa jogerősnek nyilvánította.
Október 6-án József Attila levélben kereste meg Babits Mihályt verseivel.
Következő kötete, a Külvárosi éj 1932. október 16-án látott napvilágot, ez már az érett, kiteljesedett József Attila műve volt.
Vikár Béla novemberben megpróbált állást szerezni a költő számára a Fővárosi Könyvtárban, de nem járt sikerrel. December 4-én megszületett Makai Péter, József Attila unokaöccse. Ez alkalomból december 6-án Hódmezővásárhelyre utazott, hogy az újszülött rokont meglátogassa. A decembert is ehelyt töltötte, de átrándult Szegedre is. December 18-án Hódmezővásárhelyen előadást tartott az új magyar költészetről.
1933. január 11-én és február 22-én folytatódtak a tárgyalások a halálbüntetés elleni röpirat perében. 1933. január 28-án kelt levelében Babits Mihályhoz, a Baumgarten Alapítvány irodalmi kurátorához fordult segélyért. Ennek okául szociális helyzetét jelölte meg. Babits, Basch Lóránttal egyetértésben, azonnal kiutalt számára 300 pengő segélyt. 1934 decemberében a Medvetánc megjelenése után, a Baumgarten Alapítvány tanácsadó testületének az ülésén felmerült József Attila Baumgarten-díjjal való jutalmazásának az ügye. Többek között Kosztolányi Dezső javaslatára a testület úgy döntött, hogy a kialakult szokásnak megfelelően, a fiatal szerzőnek, mint a kortársainak minden esetben, előbb a már „kis díj”-ként emlegetett 1000 pengős jutalmat ítéli (az évdíjat ekkor Füst Milán, Halász Gábor, Karinthy Frigyes, Nagy Lajos és Szerb Antal kapta).
Februárban letartóztatták a Széll Jenő és Birki Ágnes által vezetett diákcsoportot, mely az illegális kommunista mozgalomban is részt vett. Véletlenül keveredett bele ennek ügyébe József Attila, mert megtalálták az ugyancsak elfogott Kulcsár István orvos lakásán a költő illegálisan terjesztett, Lebukott című versének kéziratát. Ugyancsak februárban látott napvilágot Pákozdy Ferenc bántó hangvételű kritikája a Társadalmi Szemlében a Külvárosi éj c. kötetéről. Felsőbb pártutasításra fogalmazta meg a szerző a kritikát, ezt József Attila is tudta (előtte nem sokkal ugyanis Pákozdy a hódmezővásárhelyi Hétfői Újság című lapban József Attila mellé állt), s úgy értelmezte, hogy az illegálisban működő párt a cikk által kinyilvánítja elhatárolódását a József Attila által képviselt költői és gondolkodói iránytól.
A „mozgalomban” ismerte meg élettársát, Szántó Juditot is. Anyagi helyzetük sokszor válságos volt, az alkalmi munkából élő költő és a fizikai munkát végző Judit fizetése sokszor még a létminimumot sem súrolta, volt, hogy három napig nem ettek, csak néhány szem gyümölcsöt.

Az illegális párttal való kapcsolatában ismét nézeteltérések adódtak, méghozzá az „antifasiszta népfrontpolitika” okán. 1933 nyarán a költő megjelentette Az egységfront körül című cikkét, amelyben bírálatot mondott a párt felett. 1934 elején kapcsolata megszakadt a kommunista mozgalommal. Ekkor írta híres Eszmélet-ciklusát is.

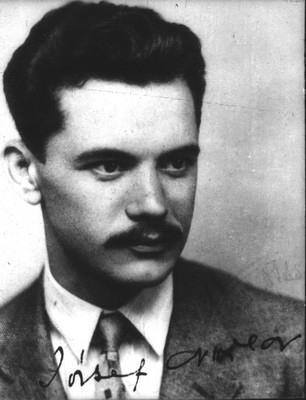
1933 körül

A Nyugat 1933. április 1-jei számában többéves szünetet követően újból közölt József Attila-verset. Május elején a La Fontaine Irodalmi Társaság Magyar estjén is szerepelt műveivel. Június közepén résztvevője volt az Írók Gazdasági Egyesülete miskolci íróhetének is, azonban ez az esemény a szervező, Pakots József hirtelen halála miatt félbe szakadt. Márton Márta művészettörténészt az íróhéten, Lillafüreden ismerte meg a költő, ez az ismeretség ihlette Óda című versét is. Később a verset Szántó Judit elolvasta, és a kilátástalan anyagi helyzetük, valamint az érzelmi válság miatt méreggel öngyilkosságot kísérelt meg. Kérdés, Szántó Judit tudta-e, hogy a verset a költő csak pillanatnyi fellángolásában írta, a két ember között semmiféle kapcsolat nem volt. Miután a béke helyreállt, a költő a Korong utca 6. sz. alatti házba költözött élettársával.
Május lezajlott a „kommunista diákok” perének első tárgyalása, melybe József Attila a Lebukott c. verse miatt keveredett. A későbbi tárgyalásokra 1934. május közepén és novemberben került sor.
Az Új Harcos című folyóirat májusi számában hozzászólt a „népfront-vitához”, írására a júniusi számban Téglás Ferenc álnévvel jelent meg egy vitacikk, amely éles hangon utasította el a költő nézeteit, jobboldali, szociálfasiszta elhajlásnak tekintve azt. Tudni kell, hogy a sztálinista, bolsevik frazeológiában a szociáldemokratákat nevezték szociálfasisztáknak, illetve hogy az időben a fasizmus elnevezés még nem Hitlerhez, hanem kizárólag Mussolinihez volt csatolható. A Pákozdy-féle Külvárosi éj-kritikát követően ez az írás is megerősítette, hogy a párt elfordult a költőtől. 1933 végén vagy 1934 elején kiadták az utasítást, mely szerint a költővel meg kell szakítani vele a kapcsolatot. Ez az utasítás a budapesti pártszervezettől származott, és inkább azt jelentette, hogy József Attila nem értesülhetett előre a párt akcióiról, azokban semmilyen formában, módon nem vehetett részt, tehát a párt tagjainak semmibe kellett őt venni. Később részt vett a Rátz Kálmán nyugalmazott őrnagy által kezdeményezett Nemzeti Kommunista Párt létrehozási kísérletében, amely szándéka feltételezhetően az 1933. végi, 1934. eleji politikai-világnézeti útkeresés része lehetett.
1934 elején válságossá vált József Attila és Szántó Judit kapcsolata. Mivel a költőt betegségek döntötték le lábáról, februárban Makai Ödönhöz és József Etához költözött Hódmezővásárhelyre.
1934. március 7-én Makaiéknál találkozott Móricz Zsigmonddal. József Attila 1934. június végéig maradt Hódmezővásárhelyen, ez idő alatt a Medvetánc c. kötete szerkesztését is előkészítette.
Július 1-jén megérkezett Budapestre, amikor is tudomására jutott a lapokból, hogy Illyés Gyulát és Nagy Lajost hívták meg a szovjet írókongresszusra. Mivel József Attila számított arra, hogy jelen lehet a kongresszuson, csalódottságának adott hangot a Miért nem én? című tanulmányában. (Ez az írása vagy elveszett vagy lappang.) Akármi lehetett is a tanulmányban, egy bizonyos József Attila szellemisége teljességgel szembement a sztálini kultúrpolitikával.
Az év közepétől a Szocializmus című szociáldemokrata folyóirat szellemi körével épített ki kapcsolatot, ennek vezetője Mónus Illés volt, aki az SzDP-ben fontos szerepeket töltött be, illetve a lap főszerkesztője volt. Ezáltal még az esélye is elveszett annak, hogy a kommunista mozgalomnak a közelébe kerülhessen, de nyilván már nem is akart ilyesmit Novemberben (8. szám) közölte a folyóirat A szocializmus bölcselete c. írását. Az írásban József Attila „jó szociáldemokrata” módjára, talán Eduard Bernsteintől és más „renegátoktól” ihletve teljesen félreértelmezve a marxizmust (mintegy szellemtörténetet faragva Marx gondolataiból, munkásságából), váratlanul megszelídülve teljes mértékben elutasítja a bolsevizmust és összeegyeztethetetlennek tartja azzal a szocializmus eszménnyel, amelyet ő vall. József Attila szerint az igazi szocializmus nem kényszeríti rá erőszakkal az eszméit az emberekre, és a szó marxi értelmében vett osztályharc, forradalmiság nem is létezik, a szocializmusért küzdőknek még a haladó kapitalizmus idején meg kell nyerni a társadalom többségének szellemi támogatását. A társadalom vagy egyszerre lesz szocialistává vagy sehogy. A cikkben szinte egyenlőséget von a bolsevista erőszak és a náci erőszak között, és a bolsevizmust teszi felelőssé, hogy rémítő gyakorlatával a fasizmus karjaiba hajszolja az embereket. Mint mondja a bolseviki törpe kisebbség a felelős a fasizmusért (általános értelemben használva most a fasizmus szót), és minél tovább tart a bolsevizmus annál hosszabb ideig marad fenn a fasizmus. József Attilát nyilván rendkívüli módon megbántotta a fentebb említett szovjet meghívás elmaradása. a kommunista párt radikális kritikája.
Szeptemberben Illyés Gyula a Válasz nevében kért verset József Attilától, aki azonban visszautasította a kérést, amire találhatott okot eleget.
1934 őszén válogatott versei kötetének szerkesztése és kiadása körüli teendőit végezte. A Révai Irodalmi Intézet RT. lett a kiadó, A szándékot Hatvany Lajos, Herz Henrik és Hatvany Bertalan támogatta. A Toll november 15-i számában még Tiszta szívvel címmel szerepel az 1922 és 1934 között született válogatott és az újabb versek gyűjteménye, november 21-től azonban már Medvetánc címmel említették a hirdetések a várható kötetet. Végül december elejére tolódott a megjelenés, a rendes kiadáson kívül száz kézzel számozott példány is készült belőle.
A Baumgarten-alapítvány kuratóriuma döntött egy ezerpengős, ún. „kisdíj” odaítéléséről József Attila számára irodalmi működéséért, melyet 1935. január 15-én tudhattak meg az érdeklődők.
A 30-as években állandó látogatója a Gyenes Irodalmi Szalonnak, ahol szerelmes a házigazda Gyenes Gitta festőnő lányába, Wallesz Lucába, aki viszont csak költői tehetségéért lelkesedett. 1934-35 táján szerelme komolyságát kifejezendő egy performansz keretében meggyújtotta benzinnel lelocsolt haját egy vonat ablakában az őt a szalon erkélyéről figyelő Luca és a Gyeneséknél összegyűlt költőtársak előtt. 
Január végén (1936) Thomas Mann Magyarországra látogatott, ez alkalomból feltehetőleg január 27-én Hatvanyéknál találkozott vele először József Attila. Thomas Mann ellenszenvesnek találta a rajongó József Attilát, és amennyit megértett a költészetéből, azt gyengécskének ítélte.[forrás?]
Március 22-én Illyés Gyulát és Szimonidesz Lajost a halálbüntetés elleni röpirat perében felmentették, de József Attilát 200 pengő bírság kifizetésére kötelezték.

### Az utolsó évek

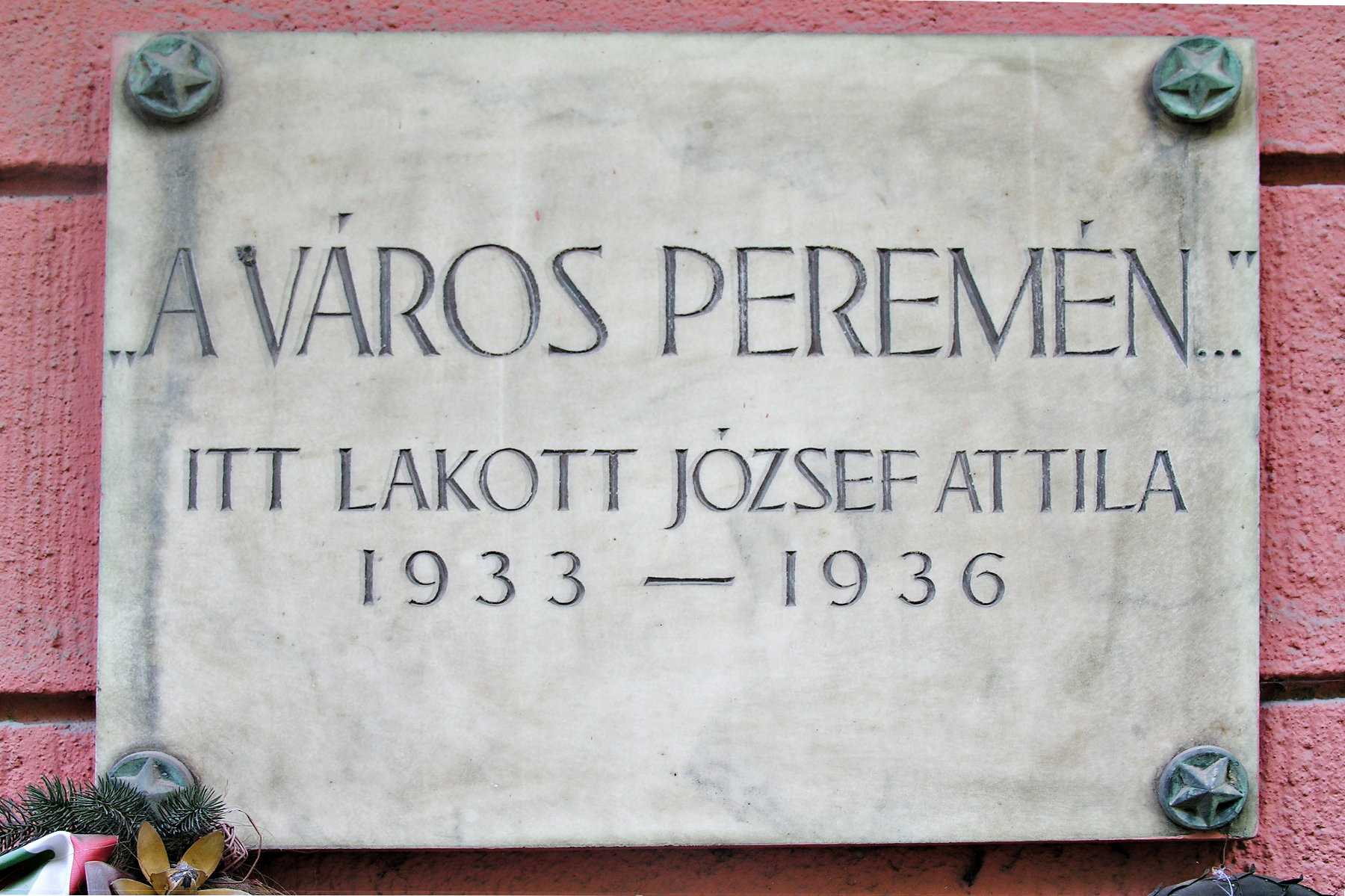
József Attila emléktáblája egykori lakhelyén, a herminamezői Korong utca 6. szám alatt

1935 tavaszától már Gyömrői Edittől kapott pszichoanalitikai kezelést, aki iránt szerelemre lobbant. Ez természetesen egy lelkileg beteg ember kapaszkodása volt egy olyan nőbe, aki szándéka szerint megérti őt, és „mindent” megbocsát neki. A pszichoanalitikus „hasadásos elmezavart” (szkizofrénia) diagnosztizált József Attila esetében. Több mai pszichiáter szerint ez a diagnózis, amely a pszichiátria illetve a pszichoterápia és természetesen a gyógyszeripar akkori állapotának fejletlenségét tükrözi, hibás volt, és hozzájárult a költő életének tragikusabbra fordulásához; József Attila feltehetően borderline személyiségzavarban (szindrómában) szenvedett. Akad pszichiáter (Németh Attila, ő egész könyvet szentelt a problémának,) aki szerint a tapasztalatlan Gyömrői kezelése még rontott is a költő állapotán, diagnózisa nem szkizofrénia kellett volna, hogy legyen, hanem borderline személyiségére épülő depressziós rendellenesség tünetei jelentkeztek nála (mai szakmai kategorizálás szerint betegsége az ICD-10 diagnosztikai rendszer szerint az F33.3 kódszámú személyiségzavar: major depresszió pszichotikus epizódokkal). Mindazonáltal meg lehet kockáztatni, semmilyen analitikus illetve korabeli pszichiátriai módszer nem lett volna eredményes a költő betegségének gyógyíthatóságát tekintve, illetve kijelenthetjük, hogy bármely szerelmi viszonya (viszonzott vagy viszonzatlan) csak időleges enyhülést jelenthetett (volna) számára. Titkos naplójában szexuális aktivitásra teljesen képtelennek ítélte magát.
Gömbös Gyula miniszterelnök a magyar írók közül jó néhányat megtévesztett reformdemagógiájával, akik 1935 tavaszán, hogy a Gömbös-féle jobboldali reform politikát támogassák, létrehozták az Új Szellemi Frontot. Ezzel a tömörüléssel József Attila május elején két cikkében is szembefordult, akárcsak Ignotus Pál, aki szintén aktívan harcolt a csoport ellen. Így több évnyi elhidegülést követően újraéledt kapcsolatuk.
Augusztus 14-én először szerepelt József Attila a Magyar Rádió műsorán költeményeivel. Augusztus 16-án Hódmezővásárhelyre ment, hogy újszülött Ádám unokaöccsét meglátogassa. A hódmezővásárhelyi tanyavilágban augusztus 25-28. között irói összejövetel zajlott, a programon részt vevő írókkal itt találkozott a költő. A hónap végén visszatért a fővárosba.
Ignotus Pállal együtt arra az elhatározásra jutottak, hogy irodalmi folyóiratot indítanak, ennek tervébe Fejtő Ferencet és Hatvany Bertalant is bevonták. A kiadásra Cserépfalvi Imrét ajánlotta a költő. A jövőbeni szerkesztők és belső munkatársak szeptember végén értekeztek Cserépfalvi Imrével terveikről.
Ősszel József Attila és Vágó Márta kapcsolata feléledt.
1935 őszén folytak a folyóirat megjelenésének előkészítési munkálatai, József Attila és Ignotus Pál december 27-én megkötötték a szerződést Cserépfalvi Imrével, melynek értelmében útnak indítják a Szép Szót.
- Levegőt!József Attila Levegőt! című versét szavalja Galkó Balázs az SzFE tüntetésén 2020. szeptember 4-én

Nem tudod lejátszani a fájlt?
1936 januárjában József Attila Baumgarten-jutalomban részesült. 1936. február végén látott napvilágot a Szép Szó első száma. Április 3-án ismét szerepelt a költő a Magyar Rádió műsorában.
Májusban megjelent a Szép Szó könyvnapi különszáma, Mai magyarok régi magyarokról cimmel ennek élén József Attila A Dunánál című verse szerepel.
1936 első felében adták ki a cseh és szlovák költők antológiáját, amelyet Anton Straka szerkesztett. József Attila is segédkezett a kötetben szereplő cseh költők verseinek lefordításában. A költő fordítói munkáját június 24-én a prágai rádió mutatta be és méltatta.
Július 5-én a Brassói Lapok közölte Molnár Tibor interjúját a költővel, az interjú június végén, Budapesten készült.
1936 nyarán József Attila véglegesen elszakadt Szántó Judittól. Augusztus elejétől pár hétig Etel nővére családjánál vendégeskedett Balatonszárszón, majd szeptemberben visszament Budapestre.
Élete utolsó időszakában gyakorta változtatta lakhelyét. 1936 őszén a Szentkirályi utca 6.-ban, majd a Váci utca 4.-ben, végül a Teréz körút 48. szám alatt lakott.
Szabó Lőrinc javaslatára októberben a La Fontaine Irodalmi Társaság beválasztotta tagjai közé. December 11-én immáron harmadízben szerepelt verseivel a Magyar Rádió műsorában.
Decemberben személyesen megismerte Bartók Bélát.
1936 karácsonya előtt került a könyvesboltokba utolsó kötete, a Nagyon fáj, merített papíron, ebből 50 számozott példány a költő aláírásával. Borítóját Nemes György tervezte. A könyvből azonban mindössze néhány példány kelt el; ezzel ismét nagy lelki megterhelés érte. Egy dedikált példányt elküldött Márai Sándor számára is, melyet sokáig elveszettnek hittek.
Cserépfalvi Imre nem értett egyet a Szép Szó irányvonalával, és mivel többszöri próbálkozásra sem sikerült kompromisszumot kötnie a szerkesztőkkel, 1936 végén a folyóirat további kiadásától elzárkózott. A következő év elejétől kezdve Dormándi László kiadásában jelent meg a folyóirat.
A Baumgarten-díj helyett csak segélyben (1935), illetve jutalomban (1936) részesült, habár időközben kibékült Babits Mihállyal, vagyis bocsánatot kért tőle fiatalkori bántó verséért, melyben kigúnyolta az ízig-vérig polgári humanista költőt..
1936 őszén a költő kapcsolata teljesen megromlott pszichoanalitikusával, olyannyira, hogy József Attila egy alkalommal késsel támadt Gyömrői Editre, aki egyáltalán nem reflektált a költő érzelmeire. Újvári László újságíró, Edit vőlegénye, majdani férje jelen volt, és a gyenge fizikumú megszállt költőtől elvette a kést. József Attila ezután Bak Róberthez került a kezelés folytatására. Az év végén teljes ideg-összeroppanás miatt be kellett feküdnie a Siesta szanatóriumba, ahol az újév első napjait is töltötte.
A Szép Szó írói meghívásának eleget téve 1937. január 13-án megérkezett Magyarországra Thomas Mann, s még aznap este jelen volt a tiszteletére rendezett felolvasó esten a Magyar Színházban. József Attila erre az alkalomra írta a Thomas Mann üdvözlése című ünnepi ódáját, ám ennek előadását feltehetőleg a vers utolsó sora miatt a Belügyminisztérium megtiltotta, persze szerepet játszhatott az egész vers náci- és erőszak ellenes hangulata is.
Február 5-én a költő a Cobden Szövetségben nyilvános vitát folytatott Németh Andorral, melynek témája költő és a kritikus viszonya volt.
1937. február 20-án megismerkedett Kozmutza Flóra gyógypedagógussal, aki mellett újabb szerelem kerítette hatalmába, természetesen ismét viszonzatlanul, hiszen az erotikus kapcsolat vágyát csak tünetként lehetett értékelni. A költő halála után Flóra Illyés Gyula felesége lett, és sokáig számolnia kellett a közvélemény szemrehányó ítéletével.
Február 16-án agyvérzésben elhunyt Makai Ödön, József Attila sógora és egykori gyámja.
Februárban a Magyar Papíripari Rt.-nél pályázott meg egy állást, ugyanis tisztviselőként szeretett volna elhelyezkedni. Ezen célból írta meg folyamodványi mellékletként rövid önéletrajzát, ezt halála után a Szép Szó Curriculum vitae címmel hozta le. Valószínűleg a költő alkalmatlan lett volna a hivatalnoki feladatok elvégzésére, vagyis úgy (olyan költői erővel és intellektuális szinten) volt megírva a szöveg, hogy jelentkezését elutasítsák.
Az év elején egy darabig a Szamos utcában lakott Ignotus Pálnál.
Március végén szemérem elleni vétség címén került bíróság elé Tersánszky Józsi Jenővel és Ignotus Pállal közösen, mivel közzétették a Szép Szóban a Kakuk Marci hősszínész című írást.
Májusban látott napvilágot a Szép Szó könyvnapi különszáma Mi a magyar most? címmel, melynek bevezetőjében József Attila Hazám című szonettciklusa áll. A tavasz folyamán Cserépfalvi Imre biztatta, hogy vegyen részt az Európai költők antológiája című versgyűjtemény szerkesztésében és anyagainak fordításában. A kötet főszerkesztője Faludy György volt, a belső címlap mögött megemlékeznek József Attiláról, az ő emlékének ajánlják a könyvet. Három saját verse található a magyar költőknek szentelt fejezetben, ezek: „Kirakják a fát”, „Mondd, mit érlel...” és „A város peremén”.
Az antológia a béke és a humanizmus iránti elkötelezettség jegyében született.
A költő utolsó hosszabb rohama 1937 júliusának második felében következett be. Benedek László idegorvos, miután konzultált Ignotus Pállal és Hatvany Bertalannal, beutalta József Attilát a Siesta szanatóriumba, a költő július 20. körül már ott lakott. Barátai titkolták megbetegedését, szanatóriumi kezelését, ám 1937. augusztus 12-én mégis híre ment állapotának.
Ez év nyarán és ősszel Anton Straka és a csehszlovákiai magyar írók segítségével előkészítették a Szép Szó csehszlovákiai előadó-körútját, melyet Nádass József szervezett, és amelyen az eredeti terveknek megfelelően József Attila is közreműködött volna.
A költő október 1-jén szerepelt utoljára a Magyar Rádióban.
A Szép Szó csehszlovákiai körútjáról az Uj Szellem című prágai lap október 1-jei számában jelent meg az első híradás. Először október 15-én lépett fel Ignotus Pál, Fejtő Ferenc, Nádass József és Remenyik Zsigmond Pozsonyban. Az Uj Szó azzal próbálta az esemény jelentőségét kiemelni, hogy az október 15-i számában számos közlemény jelent meg a Szép Szóval kapcsolatban, többek között a Mai költő föladata, mely József Attila utolsó, életében megjelent prózai írása volt. A Szép Szó írói október 16-án voltak hallhatóak a pozsonyi rádió magyar adásában, ebből az alkalomból József Attila A Dunánál című ódáját is előadták. Október 20-án került sor a Szép Szó hivatalos prágai műsorára.
A költő november 4-én hagyta el a Siesta szanatóriumot, majd Balatonszárszóra utazott Jolán nővére társaságában.
A Szép Szónak a Magánalkalmazottak Szövetsége által szervezett miskolci előadását december 4-ére tervezték, József Attila részvételével.
A költő gyógyulását elősegítendő, csehszlovákiai barátai eltervezték, hogy 1937 végén meghívják őt a Tátrába. A Baumgarten-alapítvány kuratóriuma a költő hozzátartozóival nemhivatalosan közölte, hogy még az évben meg fogja kapni a Baumgarten-díjat (3000 pengő). Nővérei azonban nem merték nyugtalanítani az ekkor még bizonytalannak tűnő hírrel.

### Halála
December 2-án a Szép Szó vezérkarának társaságában töltötte napját, Szárszón felkereste őt Ignotus Pál, Remenyik Zsigmond és Fejtő Ferenc, akik jó hírrel szolgáltak: januártól lektori állást szereztek neki a Pantheonnál, sőt felmerült az is, hogy újra beáll a Szép Szó szerkesztőinek sorába, ezen felül pedig elmondták neki, hogy kilátásban van egy új kötetének megjelenése is a Cserépfalvinál. Azonnal indult volna a csapattal Pestre, ám nem volt már számára hely az autóban. Nem igazán felbecsülvén, hogy a költő milyen rossz állapotban van, az egyik utas kinyitotta a kocsi ajtaját és azt mondta, „Látod, Attila, itt még egy kutya sem férne el.” A tréfásnak szánt megjegyzés mélyen szíven ütötte a beteg embert, aki bizonyítani óhajtotta ismerősei előtt, hogy nincs is semmi baja, sőt még nősülést is tervez.
December 3-án reggel fordításhoz készülődött, délelőtt heverészett, jó étvággyal elfogyasztotta az ebédet, majd újságot olvasott. Délután lediktált egy levelet Etel nővére ügyvédjének. Mintegy másfél órával a tragikus esemény előtt Jolánnal krumplit vásároltak, mivel azonban József Attila cipekedni nem tudott, „jó gyermekként” megfogadta, hogy erősíteni fogja izmait, ezután jókedvűen sétálni indult.

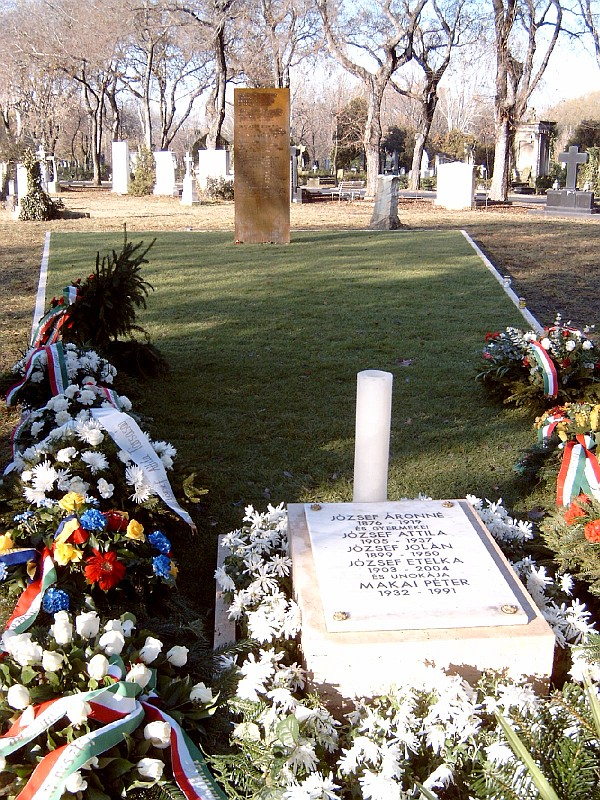
József Attila, a Mama és családjuk sírja (Kerepesi temető: 35-2-59.)

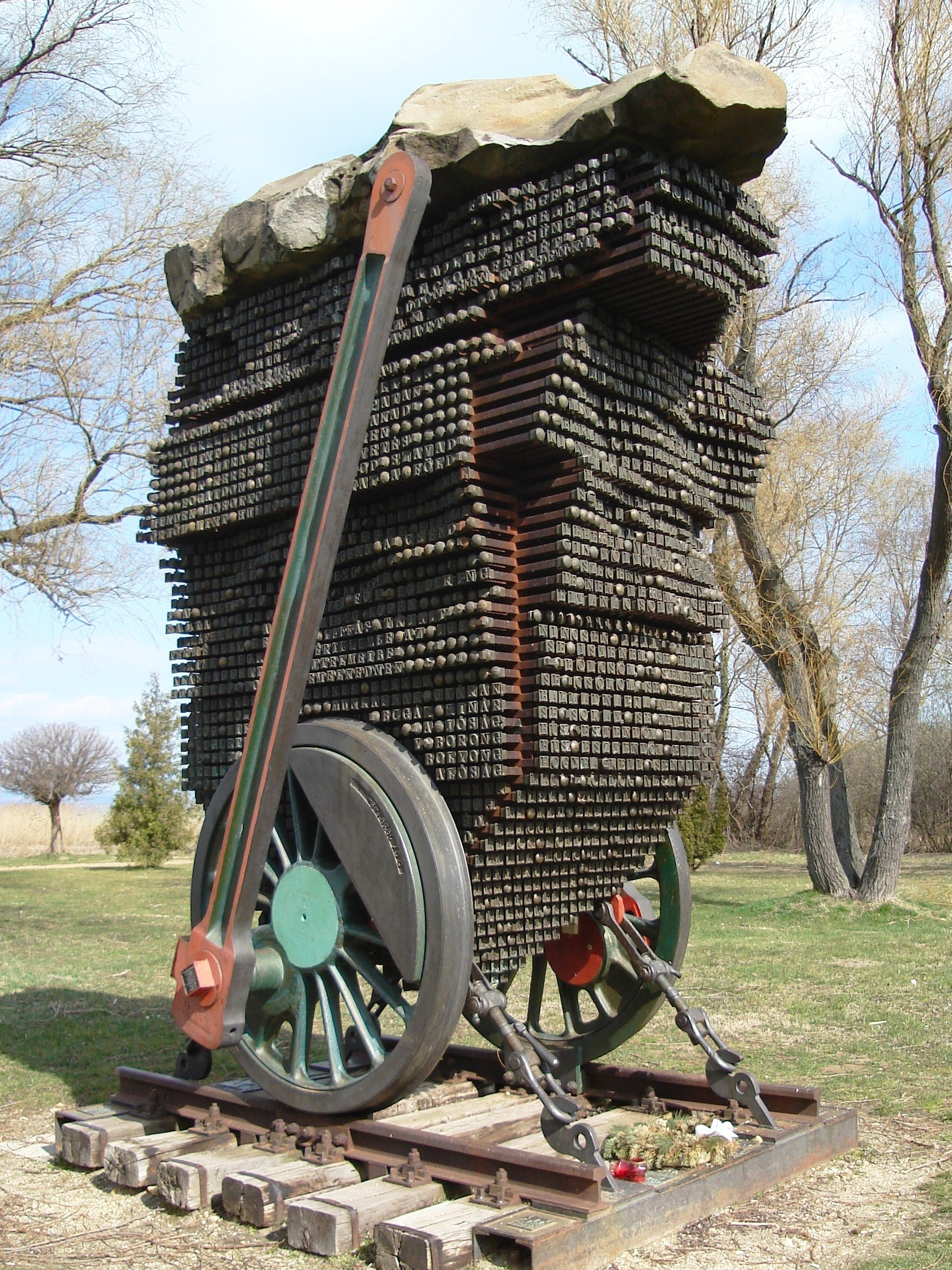
József Attila-emlékmű Balatonszárszón (Ortutay Tamás alkotása)

Már estefelé járt, amikor a balatonszárszói vasútállomáson átbújt a sorompó alatt, majd megpróbált átcsúszni a 19 óra 36 perckor továbbinduló 1284. számú tehervonat – amelynek érkezése amúgy nem volt feltüntetve a menetrendben, csak a vasutasok rendelkeztek róla információval –  15. és 16. kocsijai között. A szerelvény azonban elindult, a kocsikat összekötő csavarkapocs súlyos ütést mért József Attila fejére, koponyáját bezúzta, s emiatt már holtan zuhant a sínek közé.
Egyes vélemények szerint viszont öngyilkos lett, amit mások vitatnak, a kérdés a mai napig eldöntetlen.
Garamvölgyi László és Kéri Edit többek között MÁV jelentések, csendőrségi jegyzőkönyv és helyszínrajzon alapuló kutatásai amellett érvelnek, hogy baleset történt.
Ezzel szemben Tverdota György a költő születésének 100. évfordulójára megjelentetett Költőnk és kora című könyvében ezt írja: „Ne legyen kétségünk arra nézve, hogy József Attila tudatosan választotta a halált. Világos időszakaiban, mert hiszen a tudatzavar csak részlegesen uralkodott elméjén, a tőle megszokott alapossággal és pontossággal konstatálta, hogy gyógyíthatatlan. Világosan látta esélyeit: ha tovább él, hátralevő éveit eltompított állapotban, elmegyógyintézetben kell letöltenie. Ezért az egyetlen megoldást választotta, amelyet ilyen esetben választani lehet: az öngyilkosságot. 1937. december 3-án este a balatonszárszói állomáson önként vetett véget életének.”
A balatonszárszói televíziótól Vígh Magdolna 1995-ben interjút készített Budavári János szemtanúval, aki annak idején látta a balesetet. Ő a következőket nyilatkozta a tragédiáról: „Á, nem úgy volt, hogy a vonat alá vetette magát! Ez egy gyorstehervonat volt… Hogy aztán tudta-e, hogy indulóban van… Előbb átbújt a sorompó alatt, és bement a két vagon közé. Azt a hosszú kabátját elkapta a kerék, három-négy fordítást csinált vele, megroncsolta a fejét, utána megállt.”
A halotthoz lóháton érkezett egy körorvos, dr. Csapláros Imre, hogy megállapítsa a halál közvetlen okát és beálltát.
Szántó Judit ugyanerről ír: „A vonat a lakástól 2 perc! Mire elindultak volna körülnézni a kertben vagy az uccán (vonatra nem gondoltak, mert ebben az időben nemigen jár erre más, mint lassú tehervonat), már jöttek is a kíméletesek tudatni, hogy mint történt a tragédia. Két gyerek látta: négy percig állt az állomáson a tehervonat. A leeresztett sorompó előtt járt idegesen Attilácska szegény, majd mikor a vonat elindult, átbújt, letérdelt a sínek elé, két kezét előre téve a sínekre (…).”).
Csak halála után kezdődött igazi ismertsége, általános közönségsikere, de életével, művészetével igazán csak a szocializmus idején kezdtek foglalkozni. Az alaphangot valószínűleg Révai József tanulmánya adta meg, aki felállította azt a tételt, hogy Petőfitől Ady Endrén át József Attiláig egyenes sor vezet ideológiailag. és hozzájuk, forradalmiságukhoz kell mérni minden más magyar költő teljesítményét, társadalmi elkötelezettségük modellt jelent és követendő példa.
Utolsó verse szinte a búcsúzás hangján szólal meg: Ime, hát megleltem hazámat (1937. november, részlet):
„Ime, hát megleltem hazámat,
a földet, ahol nevemet
hibátlanul irják fölébem,
ha eltemet, ki eltemet…”
[...]
„Szép a tavasz és szép a nyár is,
de szebb az ősz s legszebb a tél,
annak, ki tűzhelyet, családot,
már végképp másoknak remél.”

József Attila a "rendszerváltáshoz" közeledve kezdett kultusz-költővé válni, a bontakozó ellenzék és az állami kulturpolitika is magáénak tekintette, verseit mind többen zenésítették meg, mintegy "beat-esítették". József Attila utóéletére többek között jellemző, hogy a nemzet vezető színészének tekintett Latinovits Zoltán Balatonszemesen hasonló módon halt szörnyet, mint ahogy a költő, másrészt, hogy szobrát, amely közvetlenül az Országház épülete mellett állt, áthelyezték a Parlament Duna felé eső frontja előtt húzódó lépcsősorra. Igen érdekes, hogy József Attiláról nem készült az életét bemutató illusztratív játékfilm. A rendszerváltozás utáni konszolidáció idejére József Attila költészete kikerült a közérdeklődés fényköréből, hozzá képest Babits, Kosztolányi, Weöres Sándor sokkal nagyobb hangsúlyt kapott, mert József Attiláról nem lehetett „levakarni” a proletárköltő jelzőt, megmaradt az előző társadalmi rendszer képviselőjének és a legkevésbé sem illett bele a jobboldali neobarokk kurzus kultúrpolitikájába. A rendszerváltáshoz közeledve, illetve ezután sorra jelentek meg a korábban zártnak tekintett József Attila írások, dokumentumok feltárva életének intim részleteit egészen odáig, hogy egyesek szinte elviselhetetlen embernek ábrázolták. Ennek a beállításnak erősen ellentmond, hogy kikkel dolgozott együtt, illetve hogy kiknek a támogatását sikerült elnyernie. Fényének elhalványulásához hozzájárult, hogy mára már mindenki meghalt, aki ismerte őt, és méltathatná jelentőségét (például Major Tamás, Faludy György és mások).
A költőt először Balatonszárszón református szertartás szerint temették el 1937. december 5-én, majd 1942-ben a budapesti Kerepesi úti temető 35. parcellájába kerültek hamvai, illetve 1959-ben áthelyezték a Munkásmozgalmi Pantheonba, Kádár János sírköve sokáig József Attiláé mellett állt, bár a politikust 1989-es halálát követően a Pantheon mellé temették el. 1994-ben került vissza korábbi nyughelyére, a Mama mellé.

## József Attila jellemrajza, testi adottságai
Bányai László, József Jolán harmadik férje a következőket írta 1930 tavaszán a költővel történt első találkozásakor: „Keskény, kissé csapott vállú, sovány alak ült előttem. Inkább alacsony, mint középtermetű. Sötétszürke, jól szabott, igen rendes öltözetet viselt. A kabátja ujjából néhány centiméterre kiálló fehér inge tiszta, szépen mosott és gondosan vasalt volt. Sötétkék csíkos, kifogástalanul kötött nyakkendője szabadon lebegett a melle előtt. Mindezt a majdnem hanyag előkelőséget mintegy zárójelbe tette a cipő és a kalap: a cipője nagyobb volt mint a lába s a kalapja kisebb, mint a feje. A kissé viseltes, kitaposott barna félcipő hátsó pereme ugyanis a sarka fölött elállott a lábától. A hátul felhajtott, elöl lecsapott szélű sötétszürke puhakalap pedig kissé túl könnyedén ült a feje tetején. De az is meglehet, hogy csak az alóla kikandikáló domború homlok és a rakoncátlan göndör haj tornázta fel a kalapot az üstökére. Úgy látszik, egyik sem tűrte meg ezt a puha abroncsot sem. A boltozatos homlok alatt dús szemöldök, mongoloid jellegű, élénk tekintetű szemek, erős pofacsontok, beesett arc, széles orr, tömött bajusztól árnyékolt, keskeny ívelésű száj. A homlokhoz viszonyítva hegyes, de mégis lágyvonalú, középen árkolt áll zárta le a nem szép és nem csúnya, de feltétlenül jellegzetes és igen értelmes arcot. A fej a törzshöz képest meglehetős aránytalanságban, mint valami kényszerű különvélemény ült a hosszú, vékony nyakon, amiből erős ádámcsutka meredt elő. Ez az ádámcsutka beszéd közben, vagy ha egyet-egyet nyelt, szinte erőlködve igyekezett elérni az áll élvonalát. De a vékony nyak is sokszor már-már elejtette a föléje szélesedő koponyát, ha biccentett, vagy ha valamit erősített. Ami a ruhájából még kilátszott s pőrén árulkodott róla, az a keze volt. Ez a kézfej széles és szikár, határozottan paraszti, szinte durva volt. Ilyetén jellegét aligha enyhítette a sápadt bőr, ami fedte s az azon átkéklő finom erezet. Ám a belőle kifutó, elvékonyodó, hosszúkás, keskeny ujjak, amint fontoskodás és finomkodás nélkül, lassú gondossággal cigarettát sodortak, rágyújtottak, ahogy mozdultak, éltek, olyanok voltak mint a muzsikus ujjai, amelyek szándéktalanul és tudattalanul is állandóan és mindenben hangszert tapintanak, babrálgatnak. A kézfogásnál éppen úgy éreztem e kéz izmosságát, mint nőies tapintású tenyerét. Ez a kétféle emelből álló, felemás kéz egyszer önsúlyánál fogva petyhüdten csüngött alá a szék karjáról, vagy kissé ívbehajolva lazán pihent az asztallapján, másszor pedig ökölbeszorultan, megfeszített izmokkal tartotta még a cigarettát is. Néha-néha fellendült ez az ököl, s a zárt ujjsorokból kiemelkedő mutatóujj bütykével gyors mozdulattal végigsimított a felsőajak vonalán, a szájszegletre húdózó tömött bajusz két hegyén. Ilyenkor árnyalatnyi mozdulattal csak a hüvelykjét kellett volna a mutatóujj alá tolnia s már fügét mutatott volna. De ez nyilván nem juthatott az eszébe, annyira önkéntelen és modoros volt nála ez a mozdulat. Ugyanilyen volt az is, amikor az égő cigarettát mutató és hüvelykujja közé szorítva ütemesen emelgette az öklét, mondanivalóinak hangsúlyozásául. Ilyenkor, vagy ha csak valakihez szólott, meggörnyedve előrehajolt. Hátradőlve, kényelmesen elhelyezkedve sohasem beszélt. Viszont ha hallgatott, legtöbbször hanyag tartással ült s fejét kissé félrebillentve sűrűn pislogatott. Az egész arcon látszott ekkor is, hogy gondolkodik. Az újból való megszólalást ismételt bajusz szétkefelés és néhány olyanszerű szájrándítás előzte meg, mint milyennel valaki kiszívja a fogát. Újra előredőlt s öklét szinte fenyegetőleg lengetve, élénk arcjátékkal, mély, öblös hangon lassan, megfontoltan beszélt. Hangsúlyozásában színesek, ütemezésében sokszor tagoltak voltak még az egyes szavak is, amelyek elhagyták a száját.”
2023-ban, a magyar költészet napja alkalmából Harsányi Sulyom László rendező, egyetemi tanár, színházigazgató egy fényképet ajánlott fel a Fortepannak, melyet elmondása szerint a nagyapja készített az 1934-es Ünnepi könyvhéten Budapesten, amin állítólag a költő is látható a nézelődők között. Tverdota György irodalomtörténész, József Attila-kutató szerint viszont semmilyen bizonyíték nem támasztja alá a kép hitelességét. Mint elmondta a költő ebben az évben nehéz anyagi és egzisztenciális helyzete miatt főleg Hódmezővásárhelyen élt, ahol egykori gyámja és sógora, Makai Ödön és fiatalabb nővére, Etelka társaságában húzta meg magát, ezért kevéssé valószínű, hogy az akkori Könyvhét idején Pestre utazott volna, erre legalábbis semmilyen bizonyíték nincs. Tverdota rámutatott arra is, hogy a képen József Attilára hasonlító férfi teltebb arcú a költőnél. Később kiderült, hogy az illető Vaszary János színész, író, rendező, aki fivérével, Vaszary Gábor íróval együtt látható, de feltűnik a képen eladóként húguk, Vaszary Piri színésznő és Vaszaryék mellett Szirmai Rezső író is.

## Pályaképe

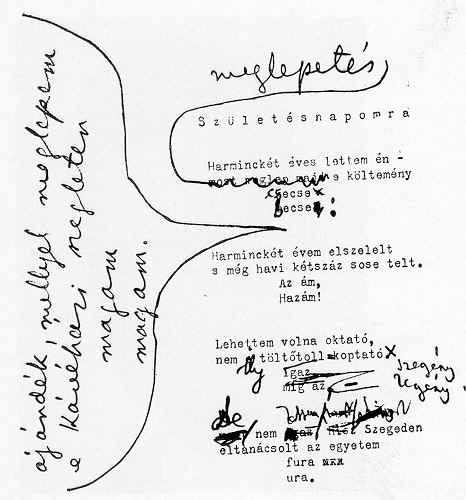
Születésnapomra – kézirat

„Életműve zárt egészet alkot: teljes emberi magatartást, egységes, befejezett életutat fejez ki klasszikussá érlelt művészi technikával, nemegyszer a legmagasabb szinten. Ezáltal foglal helyet nemcsak a magyar, hanem a világirodalomnak is a nagyjai közt”. (idézve a MIT-ből)
A költő irodalmi érdeklődésének, indíttatásának első jele saját vallomása alapján:
A harmadikos olvasókönyvben azonban érdekes történeteket találtam Attila királyról és rávetettem magam az olvasásra. Nem csupán azért érdekeltek a hun királyról szóló mesék, mert az én nevem is Attila, hanem azért is, mert Öcsödön nevelőszüleim Pistának hívtak. A szomszédokkal való tanácskozás után a fülem hallatára megállapították, hogy Attila név nincsen. Ez nagyon megdöbbentett, úgy éreztem, hogy a létezésemet vonták kétségbe. Az Attila királyról szóló mesék fölfedezése azt hiszem döntően hatott ettől kezdve minden törekvésemre, végső soron talán ez az élményem vezetett el az irodalomhoz, ez az élmény tett gondolkodóvá, olyan emberré, aki meghallgatja mások véleményét, de magában fölülvizsgálja; azzá, aki hallgat a Pista névre, míg be nem igazolódik az, amit ő maga gondol, hogy Attilának hívják. (Curriculum vitae, részlet)

### Közösségi költészete
Pályájának elején (1922–1924 között) írt verseiben a magyar nép, a magyar föld, a magyar parasztság sorsa jelentős hangsúlyt kap: Pogányos hitvallás magyarul (1922), Bús magyar éneke (1922), Magyarok (Minek magunkat lassan ölni?...) (1923). Ebből az időszakból való a Nem, nem, soha! (1922) című verse, amely hosszú ideig nem jelent meg nyomtatásban.
Később fokozottabban fordul a munkásság sorsa felé, ebben a 'szocialista' korszakában (1929–1932) írt verseinek egy része a Döntsd a tőkét, ne siránkozz (1931) című kötetben jelent meg (pl. a Nyár, Favágó, Ákácokhoz), már a kötet címe is az osztályharcra utal. A következő, a Külvárosi éj (1932) című kötetben az osztályharcos hangot inkább valamifajta keserű rezignáció váltja fel (Külvárosi éj, Eső, Holt vidék).
Késői korszakában (1936–1937) írott verseinek fő motívumai az internacionalizmus (a közép-európai népek megbékélését hirdető A Dunánál (1936) ) és (a fasiszta eszmék térhódításának veszélyeire utaló Thomas Mann üdvözlése (1937) ).

### Filozófiai költészete
- Eszmélet
- kozmikus költészete – A kozmosz éneke (szonettkoszorú), „Költőnk és kora”

### Szerelmi költészete
Múzsái:
- Márta (1) : Első szerelme, a makói gimnázium igazgatójának lánya, Gebe Márta, aki nem viszonozta érzéseit. Neki írta a Csókkérés tavasszal című versét.
- Gitta: 1924-ben ismerte meg a 18 évvel idősebb Gyenes Gittát, aki évekig játékos-évődő viszonyt alakított ki vele valódi szerelmi viszonzás nélkül, rendszeres vendégként találkozva a lakásukban zajló Gyenes Irodalmi Szalon keretében.[47] Rá emlékezve írta 1936-ban Az a szép régi asszony című versét.
- Luca : Wallesz Luca — 1927-ben ismerkedtek meg. Gyenes Gitta tizenéves szépséggé cseperedő lányaként fokozatosan a lakásukban zajló Gyenes Irodalmi Szalon életének középpontjába került, Attila szerelmes lett belé. Őhozzá írta a Lucához , a Gyereksírás című verseket.
- Márta (2) : 1927-ben ismerte meg Vágó Mártát, egy jómódú család lányát. Tervezték a házasságot, de Mártát apja Angliába küldte tanulni, azzal a szándékkal, hogy elválassza a fiatalokat. Márta külföldi tartózkodása véget vetett a kapcsolatnak. Hozzá írta többek között a Tudtam én..., a Mióta elmentél... című verseket.
- Judit : 1930-ban ismerkedik meg Szántó Judittal, aki 1934-ben féltékenységből öngyilkosságot kísérel meg. Szakításukkor írta József Attila a Judit című verset.
- Márta (3) : Dr. Szöllős Henrikné Marton Márta művészettörténész ihlette az Óda című verset. Az IGE (Írók Gazdasági Egyesülete) gyűlésén vett részt, amikor megismerte Mártát.[48]
- Edit : Gyömrői Editbe a pszichoanalitikus kezelések alatt szeret bele, ennek bizonyítékai: Gyermekké tettél – eredeti címe: Egy pszichoanalitikus nőhöz –, …aki szeretni gyáva vagy, Nagyon fáj című versek, valamennyi 1936-ban keletkezett.
- Flóra : Kozmutza Flórát, a francia szakon végzett, esztétikából doktorált gyógypedagógust (Illyés Gyula későbbi feleségét) 1937-ben, betegen ismeri meg; ez a kapcsolat beteljesületlen szerelem volt. (Az öt versből álló Flóra, Flórának, Sas.)

### Szabad ötletek jegyzéke
„A szenvedés lenne a kulcs a költészethez? Kattan az ajtózár, benyitunk: a lélek, mint a szétdobált lakás, honnét sietve távozott a lakó; egymás hegyén-hátán a gyermekévek, kudarcok, szerelmek; szellem, hogyha járt is ott előttünk, kihúzott a kulcslyukon…” (Orbán Ottó, József Attila analízise, részlet)
Thomas Mann üdvözlésére írt verse ihlette az utókor által transzrealizmusnak nevezett képzőművészeti irányzatot.
„Te jól tudod, a költő sose lódit:
az igazat mondd, ne csak a valódit,
a fényt, amelytől világlik agyunk,
hisz egymás nélkül sötétben vagyunk.” (Thomas Mann üdvözlése, 1937)

## József Attila lírájának ismertebb kutatói
A szocializmus idejének nagy irodalomtörténész-triumvirátusából (Király István, Pándi Pál és Szabolcsi Miklós) utóbbi volt az, aki József Attila-kutatóként tevékenykedett. Részt vett József Attila művei kritikai kiadásának előkészítésében, kiadta a rá vonatkozó emlékezéseket, majd kutatásainak összegzéseképpen – négy kötetben – megrajzolta a költő élet- és pályaívét. Szabolcsi Miklós munkája a József Attila-kutatásban máig megkerülhetetlen. Minden további vizsgálódás alapja, kiindulópontja. A szocialista korszak elvárásainak megfelelően bizonyos ideológiai futamok óhatatlanul fel-felbukkannak írásaiban, ám ha ezektől eltekintünk, elemzései és filológiai leírásai mai szemmel is helytállóak.
Németh G. Béla irodalomtörténésznek is sokat köszönhet a József Attila-kutatás. (Ő írta a 7 kísérlet József Attiláról című, 1982-ben publikált, nagy visszhangot kiváltó kötetet.)
Míg a szocializmus alatt József Attila társadalomkritikus, „proletárköltő” mivoltát reprezentáló költeményeit helyezték előtérbe, a rendszerváltást követően a kutatók komplexebb megközelítésre törekszenek, s jobban vizsgálódásuk körébe vonják az egyetemes, lételméleti, metafizikus költészetét, az ún. létösszegző vagy az istenes verseket, a mélylélektani szempontokat.
Különösképp a napjaink József Attila-kutatása első számú tekintélyének számító Tverdota György, N. Horváth Béla, a József Attila című kismonográfia szerzője, Veres András, A lélek, a lét türelme címmel megjelent, József Attiláról szóló tanulmányok szerkesztője, valamint Bókay Antal, a József Attila poétikái kötet szerzője fejt ki jelentős tudományos tevékenységet ezen a szakterületen.
Szerdahelyi István irodalomtörténész, esztéta, a Magyar irodalmi lexikon felelős szerkesztője és a Világirodalmi lexikon felelős, majd főszerkesztője a 2021-ben megjelent, József Attiláról című kötetében ismét azokra a versekre helyezte a hangsúlyt, melyek a költő társadalombíráló attitűdjét tükrözik.

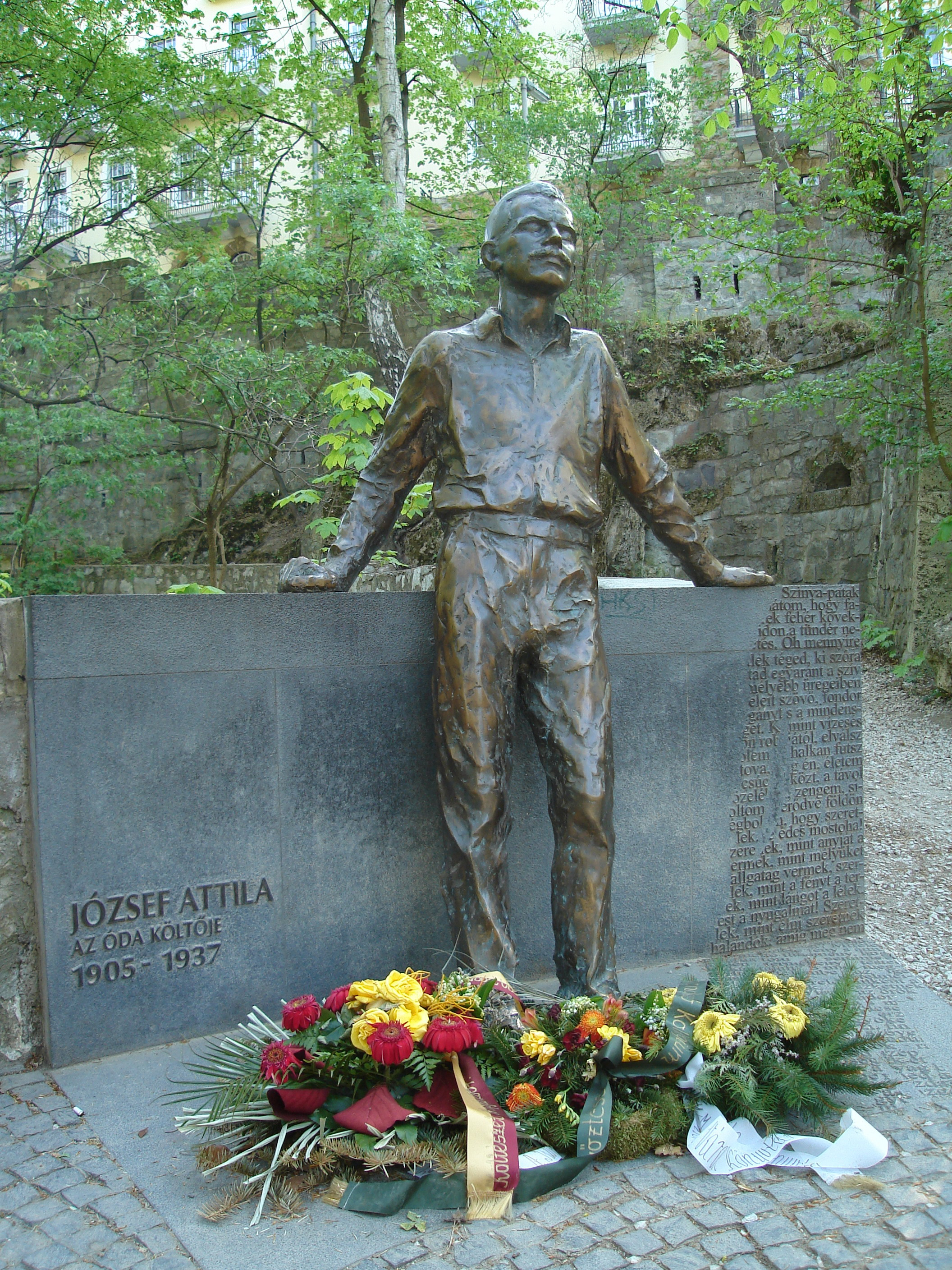
Az Óda szerzőjének szobra Lillafüreden

## Művei
Életében megjelent kötetei
- Szépség koldusa. Versek; Koroknay, Szeged, 1922; benne: Aratásban (1922), Éhség (1922), A jámbor tehén (1922), Kukoricaföld (1922), Csókkérés tavasszal (1922)
- Nem én kiáltok; Koroknay Ny., Szeged, 1925; benne: Nem én kiáltok (1924), Megfáradt ember (1923), Szegény ember balladája (1924)
- Nincsen apám se anyám. Versek; Génius, Bp., 1929; benne: Tiszta szívvel (1925), Ringató (1928), Klárisok (1928), Tedd a kezed… (1928), Áldalak búval, vigalommal (1927)
- Az istenek halnak, az ember él. Tárgyi kritikai tanulmány Babits Mihály verseskötetéről; szerzői, Bp., 1930
- Fábián Dániel–József Attila: Ki a faluba!; Törekvés Ny., Hódmezővásárhely, 1930
- Döntsd a tőkét, ne siránkozz. Versek; Új Európa Könyvtár, Bp., 1931; benne: Nyár (1929), Favágó (1929/1931)
- Külvárosi éj. József Attila újabb költeményeiből; szerzői, Bp., 1932; benne: Külvárosi éj (1932)
- Medvetánc; Révai, Bp., 1934; benne: Téli éjszaka (1932), Reménytelenül (1933), Elégia (1933), Óda (1933), Eszmélet (1934), Mama (1934)
- Nagyon fáj. József Attila versei; Cserépfalvi, Bp., 1936; Levegőt! (1935), Kései sirató (1935), A Dunánál (1936), Nagyon fáj (1936), Kész a leltár (1936)

Halála után kiadásban megjelent művei
- utolsó költeményei: Thomas Mann üdvözlése (1937), Születésnapomra (1937), Tudod, hogy nincs bocsánat (1937), (Talán eltünök hirtelen…) (1937), (Karóval jöttél…) (1937), (Ime, hát megleltem hazámat…) (1937)
- József Attila összes versei és válogatott írásai; sajtó alá rend. Németh Andor; Cserépfalvi, Bp., 1938
- Versek; Híd, Szubotica, 1940
- Művek; Kner, Bp., 1940
- József Attila összes versei és műfordításai; sajtó alá rend. Bálint György; Cserépfalvi, Bp., 1940
- Galamb Ödön: Makói évek / József Attila válogatott, kiadatlan versei; jegyz. Radnóti Miklós; Cserépfalvi, Bp., 1941 (József Attila élete nyomában)
- Költészet és nemzet; sajtó alá rend. Sándor Pál; Nádor Ny., Bp., 1941 (Dokumentum könyvek)
- Illyés Gyula–József Attila: A nép nevében; Mátyás, Pestszentlőrinc, 1942
- József Attila válogatott lírai versei; Cserépfalvi, Bp., 1943

Prózai művei
- Curriculum vitae – József Attila önéletrajza
- Szabad-ötletek jegyzéke (közzéteszi, jegyz. Stoll Béla), Atlantisz Könyvkiadó, Budapest, 2000 (Veszedelmes viszonyok), ISBN 9637978003

Kritikai művei
- Tanulmányok és cikkek (1923–1930. Szövegek)
- József Attila összes tanulmánya és cikke, 1930–1937; szerk. Tverdota György, Veres András, sajtó alá rend. Sárközi Éva; kritikai kiad.; József Attila Társaság–L'Harmattan, Budapest, 2018

Műfordítói tevékenysége
- Petr Bezruč, Jiří Wolker, Majakovszkij, Jeszenyin, Alekszandr Blok, Émile Verhaeren, Rimbaud, François Villon

## Utólagos elismerése

### Díjak
Az alkotóknak, művészeknek járó rangos kitüntetésekkel csak halála után díjazták, életében egyszer kapott pénzjutalmat 1937-ben.
- 1935-ben és 1936-ban Baumgarten-jutalomban részesült.
- 1938-ban a Baumgarten-díjat egy Babits Mihállyal való összekülönbözés miatt csak halála után kaphatta meg.
- 1948-ban posztumusz Kossuth-díjban részesült.
- 2001-ben posztumusz Magyar Örökség díjat kapott.
- Ferencváros díszpolgára (2005.)[54]

### Emlékezések
- 1950 óta irodalmi díj viseli a nevét.
- Születésének napja, április 11. „A költészet napja” 1964-től.
- Az UNESCO a 2005-ös esztendőt hivatalosan József Attila évvé nyilvánította.
- 1962–1999 között nevét viselte a Szegedi Tudományegyetem mint József Attila Tudományegyetem (rövidítve: JATE).
- Róla nevezték el az 1998-ban felfedezett, 39971 József kisbolygót.
- Róla nevezték el a Gyula városában található József Attila Tüdőszanatóriumot.[55]

### Költemények József Attiláról

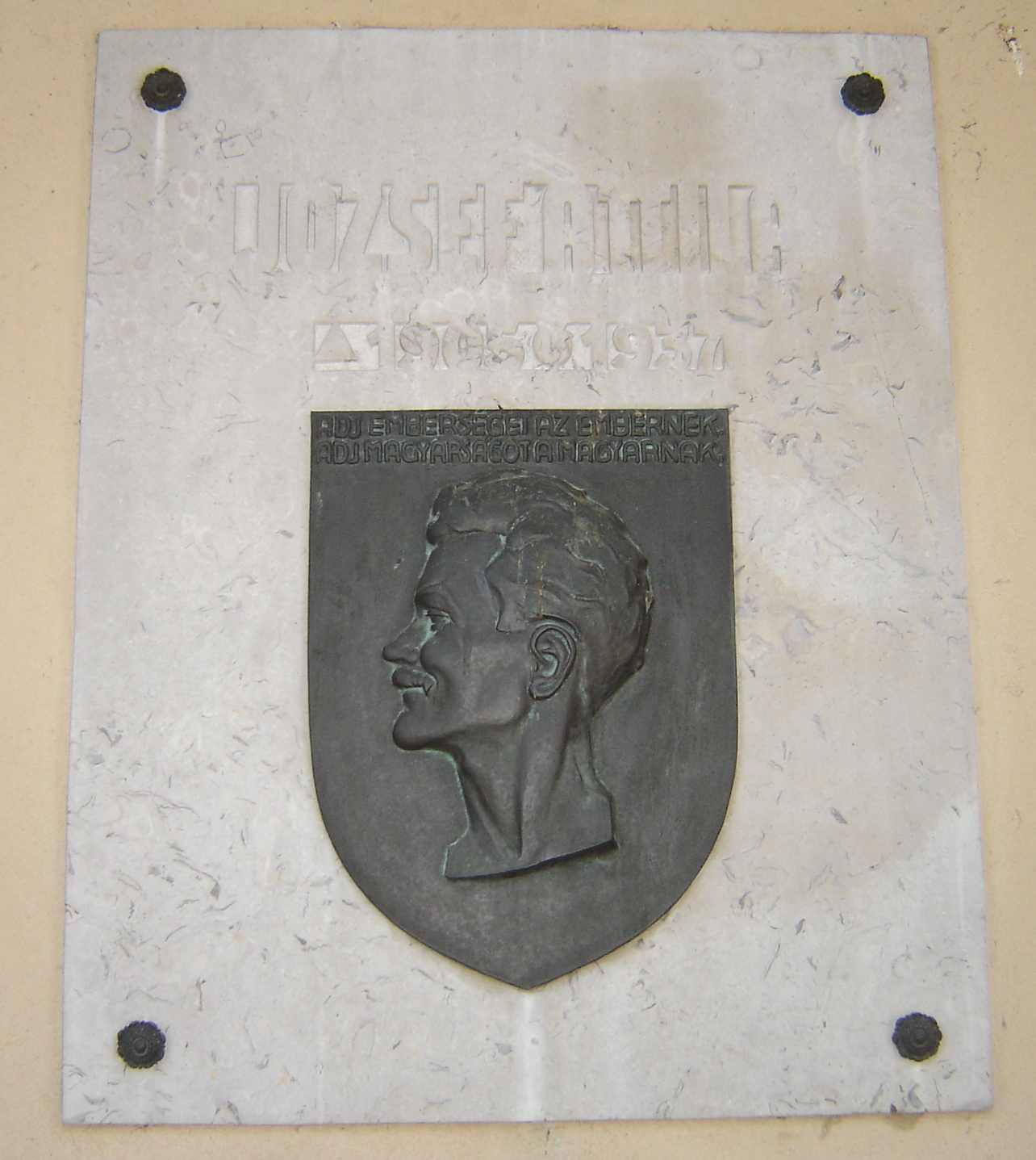
József Attila domborműve Szegeden

Néhány költőtárs emlékezése alapján – a Magyar Rádió összeállítása szerint a költő 100. születésnapjára:
- Ágh István: József Attila csillagai és medáliái
- Benjámin László: Nem adhatsz többet
- Bertók László: Alkalmi vers József Attila 75. születésnapjára
- Csorba Győző: Stációk – József Attilának
- Gyurkovics Tibor: Krétával írtál
- Horváth Ferenc: Vigasztaló jambusaim – József Attila emlékének
- Illyés Gyula: Doleo, ergo sum

"Te: bakája a mindenségnek.
Én: kadettja valami másnak.
Odaadnám tiszti kesztyűmet
cserébe a bakaruhának."

Pilinszky János: Újra József Attila (1972)
- István Marián: József Attila[57]
- Juhász Ferenc: Karácsonyi ének József Attiláról
- Keresztury Dezső: A hetedik – József Attila emlékének
- Lator László: Szárszó, november
- Orbán Ottó: József Attila analízise
- Vas István: Rapszódia József Attiláról (részlet)
- Weöres Sándor: József Attila utolsó fényképére
- Faludy György: József Attila temetése
- Gyurkovics Tibor: József Attila
- Juhász Ferenc: József Attila sírja
- Nagy László: József Attila!
- Pilinszky János: József Attila
- Pilinszky János: Újra József Attila
- Szervác József: József Attila!
- Tornai József: József Attila
- Holló József: Vonatfüttyből sző rímeket… (József Attilára emlékezve a balatonszárszói állomáson)[58]
- Jóna Dávid: Attikám

### József Attila szövegeire írt zeneművek
- Balassa Sándor: Két dal József Attila verseire op. 7 Mikor az utcán átment a kedves – Csodálkozás
- Ottó Ferenc: Altató – kantáta Balassa és József Attila versekre (193?)
- -"-: Favágó – férfikarra (1936), majd vegyeskarra is (1937)
- -"-: több dal a '30-as évekből
- Petrovics Emil: IX Kantáta – a Dunánál

### Szobrok, emlékművek József Attila tiszteletére

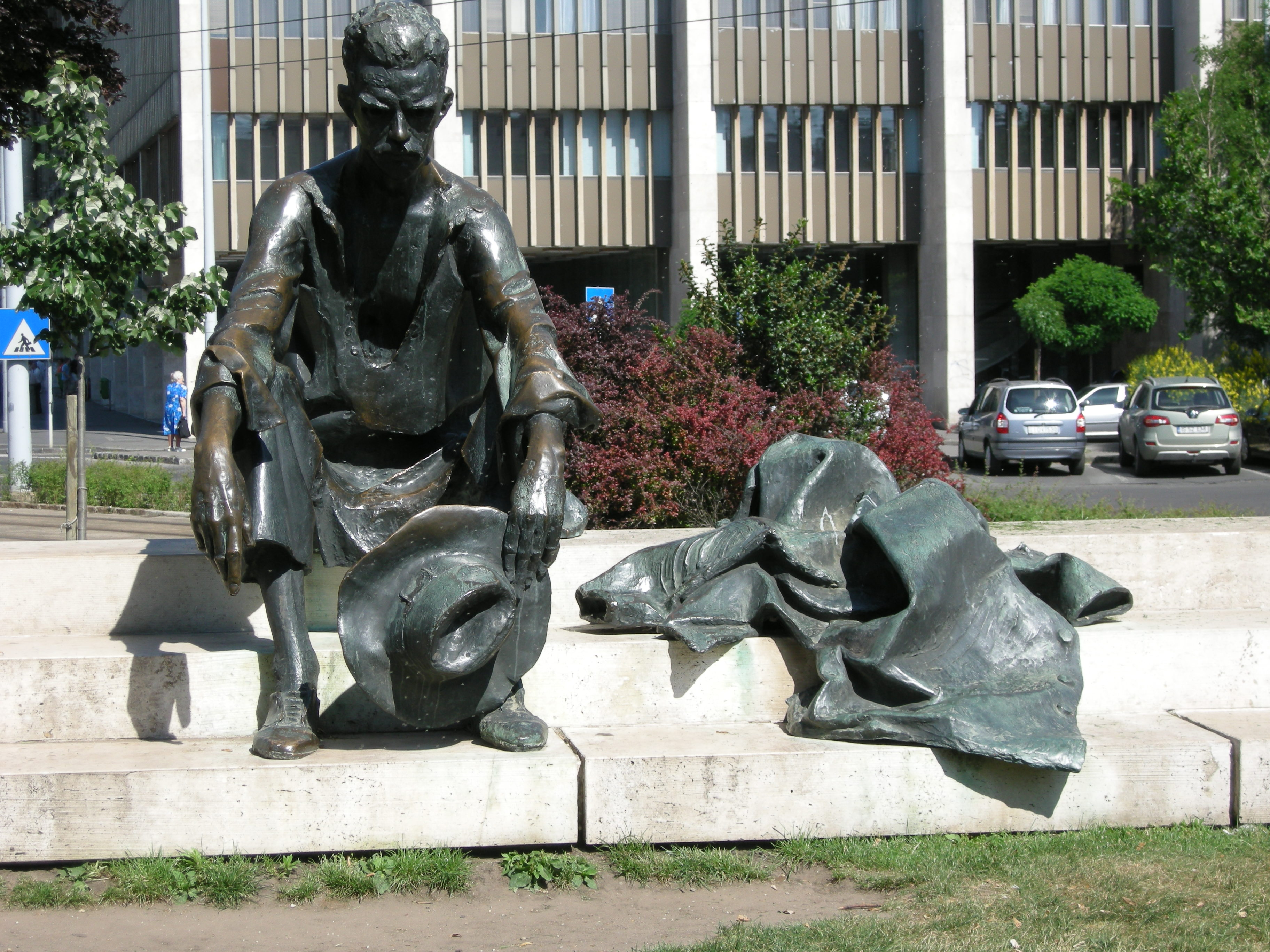
József Attila szobra az Országház mellett, a Duna-parton

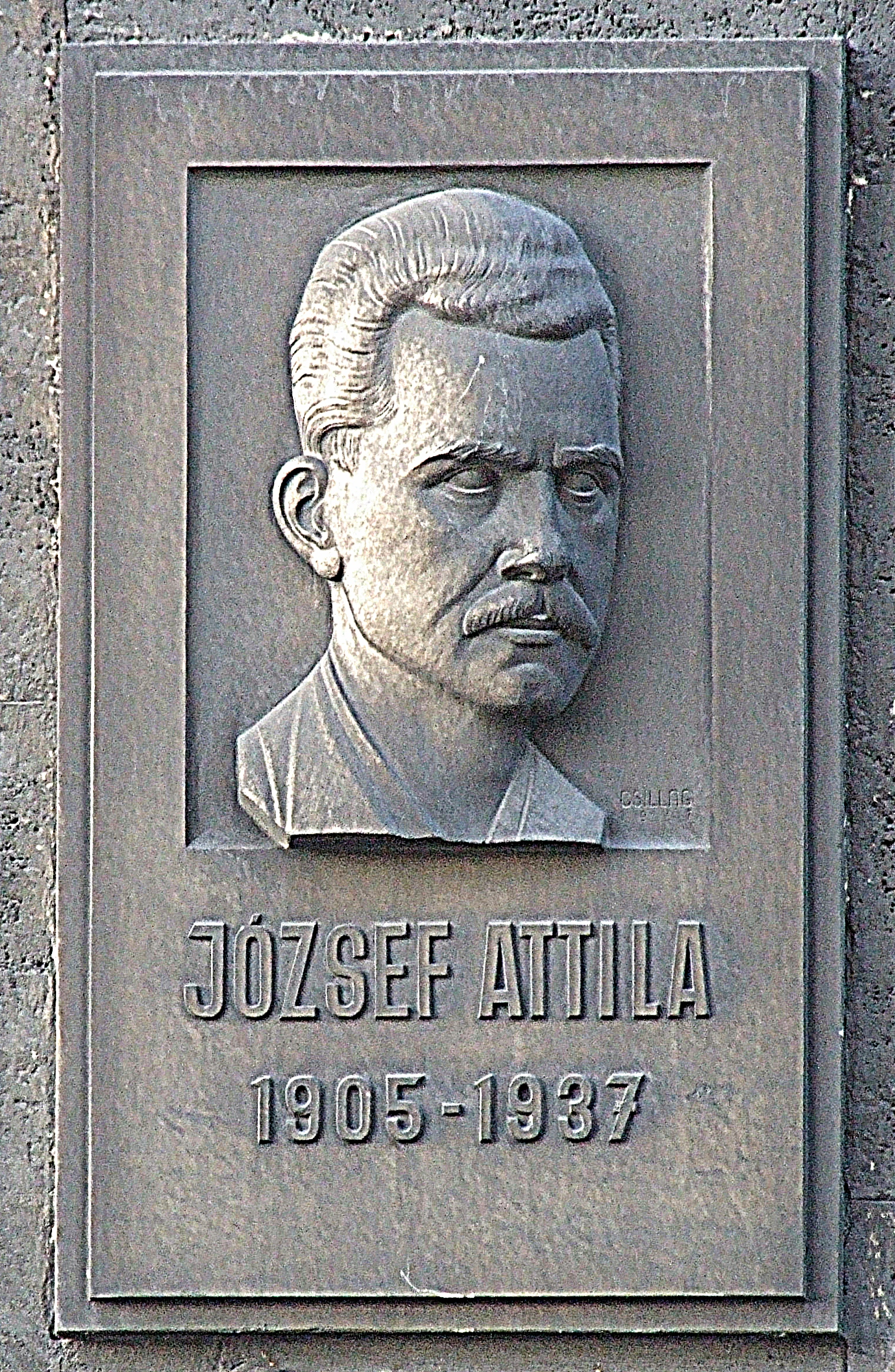
Emléktáblája a róla elnevezett V. kerületi (Fürdő) utcában

József Attila-emlékpad, „A Dunánál”

- József Attila síremléke, Budapest: A költő nyughelyén, a Fiumei úti sírkertben, Budapesten. Alkotók: Bálványos Levente és Horváth Csaba szobrászművészek. Felállították: 2005-ben, a költő születésének centenáriumi évében. A Sztélé című emlékműre az Íme, hát megleltem hazámat című vers sorai kerültek. Anyaga vas
- József Attila-szobor, Budapest: a legismertebb szobor a költőről, a Duna-parton. Alkotó: Marton László szobrászművész. Felállították: 1980-ban. Anyaga bronz
- József Attila-szobor, Budapest, 13. kerület, József Attila tér. Alkotó: Beck András (1949-ben). Felállították: 1952-ben, a mai József Attila Művelődési Központ avatóján
- József Attila-szobor, Budapest, 20. kerület, Pesterzsébeti József Attila Általános Iskola: a költő születésének 100. évfordulójára készült, Oláh Gyula alkotása
- József Attila-szobor, Makó: A róla elnevezett gimnázium előtt, Makón, virágokkal övezett gyepen áll Tar István 1957-es alkotása.
- József Attila-mellszobor, Perbál: amely a Polgármesteri hivatal előtt található, ahol a költő az Altató című versét írta, "Kis Balázsnak" (Ottó Ferenc zeneszerző unokaöccsének Gellér Balázsnak). Alkotó: Tóth Gyula szobrászművész. Anyaga fa.
- József Attila-szobor, Miskolc – Lillafüred: a költő születésének 100. évfordulójára készült. Alkotó: Varga Éva, Munkácsy-díjas szobrászművész. Helyén korábban emléktábla volt. Lillafüreden írta József Attila az Ódát.
- József Attila-szobor, Ózd: a József Attila Gimnázium előterében található. Alkotó: Kis Sunyi István szobrászművész. Anyaga: vörösmárvány, mellszobor. Felállították 1967-ben
- József Attila-szobor, Nagyvárad: a költő születésének 100. évfordulójára állították fel, 2005-ben. Alkotó: Wagner Nándor szobrászművész
- József Attila mellszobra, Hódmezővásárhelyen felállítva 2000-ben, a róla elnevezett általános iskola előtt. Alkotó: Cséri Lajos érem- és szobrászművész
- József Attila Emlékmű, Balatonszárszó: a szárszói vasútállomással szemben, a Tóparti parkban áll. Felállítása: 1998. Alkotó: Ortutay Tamás
- József Attila síremléke, Balatonszárszó: a költőt először a 7-es út melletti temetőben temették el. Felállítása: 1981. Alkotó: Csóka Gyula
- József Attila-szobor, Veszprém: A Vetési Albert Gimnázium kerítése mellett áll, valójában a makói szobor másolata. Felállítása: 1958. május 25-én a régi Kapuváry-ház előtt, majd 1989-ben került át mai helyére. Alkotó: Tar István szobrászművész. Anyaga: bronz.[59]
- József Attila-szobor, Szeged: a Dugonics téren áll, a Szegedi Tudományegyetem – 1962-től 1999-ig József Attila Tudományegyetem – rektori épületének sarkánál. Felállítása: 1964. Alkotó: Varga Imre
- József Attila-dombormű, Szeged: a Nemzeti Emlékcsarnokban áll a Dóm téri árkádok déli oldalán, a dombormű Tápai Antal alkotása
- József Attila-szobor, Székelyudvarhely: Udvarhelyszék Kulturális Egyesület, alkotó: Zavaczki Walter Levente szobrászművész
- József Attila-szobor, Hódmezővásárhely: Alkotó: Kő Pál szobrászművész. Anyaga: bronz. Felállították: 2005. október 2. József Attila szobrát vizsgálja a bíróság
- Megfáradt ember szobor: A József Attila-vers illusztrációja Makón, a József Attila Múzeum előtt található, Somogyi József munkája

## József Attila a világirodalomban
Angol nyelven olvasható fordítások műveiből:
- Perched on Nothing's Branch, 1987, Hargitai Péter fordítása
- Winter Night; Selected Poems of Attila József, 1997, Bátki János fordítása
- The Iron-Blue Vault: Selected Poems, Ozsvath Zsuzsanna és Frederick Turner fordítása, Bloodaxe Books, 2000, ISBN 1-85224-503-4
- Attila József: Sixty Poems, Edwin Morgan fordítása, Mariscat, 2001
- A Transparent Lion, Jozsef Attila válogatott versei, Michael Castro és Gyukics Gábor fordítása, amelyhez Tandori Dezső írta az előszót, Green Integer 149, Los Angeles, CA, 2006, ISBN 1-933382-50-3

Német nyelven olvasható fordítások műveiből
- József, Attila, 1905–1937. Gedichte / Attila Jozsef (Versek), kiad.: Stephan Hermlin, ford. Gunther Deicke, Verlag Volk und Welt, Berlin, 1960
- Attila József, Am Rande der Stadt (A város peremén), ford. Alexander Gosztonyi, Tschudy, St. Gallen, 1963
- Ein wilder Apfelbaum will ich werden. Gedichte 1916-1937, (Szeretném, ha vadalmafa lennék) ford. Daniel Muth, előszó: Fejtő Ferenc, utószó: Dalos György, ISBN 3-250-10488-4, Verlag Ammann, 2005

Lengyel nyelven olvasható fordítások műveiből
- Poezje wybrane (Válogatott költemények), szerkesztő: Aleksander Nawrocki, Ludowa Spółdzielnia Wydawnicza, Varsó, 1975
- Olśnienie, ford. és utószó: Jerzy Snopek, ISBN 83-86872-71-3, Pogranicze, Sejny, 2005

További fordítások a Bábelmátrixban

## Származása
| József Attila (Budapest, Ferencváros, 1905. ápr. 11. – Balatonszárszó, 1937. dec. 3.) költő, műfordító, g. kel. | Apja: József Áron, eredetileg Iosifu Aron (Féregyház, 1871. márc. 16. – Temesvár, 1937. nov. 20.) szappanfőző munkás, g. kel. | Apai nagyapja: Iosifu Rista (? – Fönlak, ?)     | Apai nagyapai dédapja: n.a.                       |
| József Attila (Budapest, Ferencváros, 1905. ápr. 11. – Balatonszárszó, 1937. dec. 3.) költő, műfordító, g. kel. | Apja: József Áron, eredetileg Iosifu Aron (Féregyház, 1871. márc. 16. – Temesvár, 1937. nov. 20.) szappanfőző munkás, g. kel. | Apai nagyapja: Iosifu Rista (? – Fönlak, ?)     | Apai nagyapai dédanyja: n.a.                      |
| József Attila (Budapest, Ferencváros, 1905. ápr. 11. – Balatonszárszó, 1937. dec. 3.) költő, műfordító, g. kel. | Apja: József Áron, eredetileg Iosifu Aron (Féregyház, 1871. márc. 16. – Temesvár, 1937. nov. 20.) szappanfőző munkás, g. kel. | Apai nagyanyja: Birisiu Paulina (? – Fönlak, ?) | Apai nagyanyai dédapja: n.a.                      |
| József Attila (Budapest, Ferencváros, 1905. ápr. 11. – Balatonszárszó, 1937. dec. 3.) költő, műfordító, g. kel. | Apja: József Áron, eredetileg Iosifu Aron (Féregyház, 1871. márc. 16. – Temesvár, 1937. nov. 20.) szappanfőző munkás, g. kel. | Apai nagyanyja: Birisiu Paulina (? – Fönlak, ?) | Apai nagyanyai dédanyja: n.a.                     |
| József Attila (Budapest, Ferencváros, 1905. ápr. 11. – Balatonszárszó, 1937. dec. 3.) költő, műfordító, g. kel. | Anyja: Pőcze Borbála (Szabadszállás, 1875. dec. 4. – 1919. dec. 26.) mosónő, ref.                                             | Anyai nagyapja: Pőcze Imre (1844–1931)          | Anyai nagyapai dédapja: n.a.                      |
| József Attila (Budapest, Ferencváros, 1905. ápr. 11. – Balatonszárszó, 1937. dec. 3.) költő, műfordító, g. kel. | Anyja: Pőcze Borbála (Szabadszállás, 1875. dec. 4. – 1919. dec. 26.) mosónő, ref.                                             | Anyai nagyapja: Pőcze Imre (1844–1931)          | Anyai nagyapai dédanyja: Pőcze Zsuzsanna (1814–?) |
| József Attila (Budapest, Ferencváros, 1905. ápr. 11. – Balatonszárszó, 1937. dec. 3.) költő, műfordító, g. kel. | Anyja: Pőcze Borbála (Szabadszállás, 1875. dec. 4. – 1919. dec. 26.) mosónő, ref.                                             | Anyai nagyanyja: Demeter Julianna (1845–1905)   | Anyai nagyanyai dédapja: Dömötör Mihály           |
| József Attila (Budapest, Ferencváros, 1905. ápr. 11. – Balatonszárszó, 1937. dec. 3.) költő, műfordító, g. kel. | Anyja: Pőcze Borbála (Szabadszállás, 1875. dec. 4. – 1919. dec. 26.) mosónő, ref.                                             | Anyai nagyanyja: Demeter Julianna (1845–1905)   | Anyai nagyanyai dédanyja: Pinczel Anna            |

## Szakirodalom

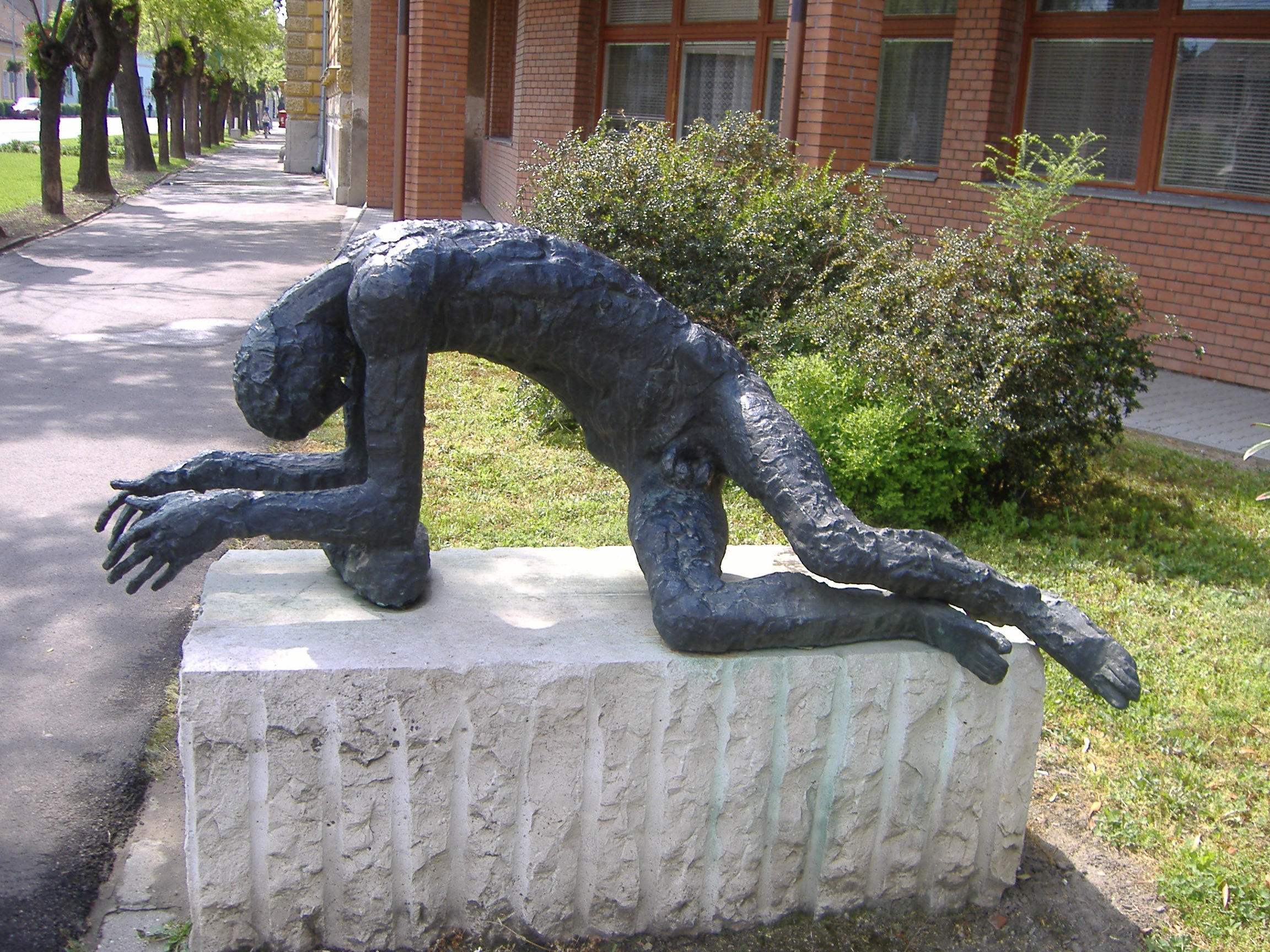
A Megfáradt ember című versét illusztráló szobor Makón

- Tersánszky Józsi Jenő: József Attila verseskötete (Nyugat, 1925. I. 514.)
- Németh László: József Attila: Nincsen apám se anyám (Nyugat, 1929. II. 649–650.)
- Dsida Jenő: Döntsd a tőkét, ne siránkozz (ErdHel, 1931. 410–411.)
- Illyés Gyula: Külvárosi éj (Nyugat, 1932. II. 632–633.)
- Németh László: Magyar líra 1932-ben (Tanu, 1933. 1. sz. 187–188.)
- Ignotus: József Attila verseiről (Szép Szó, 1937. 1. sz. 11.)
- Kassák Lajos: Emlékezés József Attilára (Népszava, 1938. december 18.)
- József Jolán: József Attila élete (1940)
- Sándor Pál: Az igazi József Attila (1940)
- Fodor József: A költő és kora (Ujság, 1941. január 19.)
- Németh Andor: József Attila (1944 – második, javított kiadás: 1991)
- József Jolán: A város peremén. (1950, ötödik kiadás: 1975)
- József Attila Emlékkönyv (1957, szerk.: Szabolcsi Miklós)
- Szabolcsi Miklós: Fiatal életek indulója József Attila élete és pályája, 1922-ig, Akadémiai, Budapest (1963)
- Gyertyán Ervin: József Attila (Szépirodalmi K., 1966)
- Szabolcsi Miklós: Érik a fény József Attila élete és pályája, 1923–1927, Akadémiai, Bp. (1975)
- Bóka László: Esszé és vallomás – J.A. (Magvető K., 1975)
- Vágó Márta: József Attila (1975)
- Szántó Judit: Napló és emlékezés (1985)
- Kortársak J.A-ról 1-3. (1986, szerk.: Tverdota György)
- Illyés Gyuláné Kozmutza Flóra: József Attila utolsó hónapjairól. Szépirodalmi Könyvkiadó, Bp., 1987
- Szigeti Lajos Sándor: A József Attila-i teljességigény – Elemzések, 1988
- Szabolcsi Miklós: Kemény a Menny: József Attila élete és pályája, 1927–1930, Akadémiai, Bp., 1992
- Szabolcsi Miklós: Kész a leltár: József Attila élete és pályája 1930–1937, Akadémiai, Bp., 1998
- Miklós Tamás: József Attila metafizikája, Magvető Kiadó, Budapest, 1998 ISBN 963 14 1142 7
- Kabdebó L., Kulcsár Szabó E., Kulcsár-Szabó Z., Menyhért A. (szerk.): Tanulmányok József Attiláról. (Anonymus, Budapest, 2001)
- Garai László: József Attila identitásai: Alkotáspszichológiai esettanulmány (2005)
- Barna Erika Viktória: A hétszer született költő (Hitel, 2005/10.)
- Véghelyi Balázs: József Attila hazája (Új Horizont, 2006/2. = V. B.: A megíratlan és a megírt idők, Hungarovox, 2007)
- „Dolgaim elől rejtegetlek…” (2005, szerk.: Zsille Gábor)
- Fehér Renátó: A tékozló fiú – József Attila Isten-képének változásai (Életünk, 2007. 9. sz. 52–57.)

### Újabb szakirodalom
- Tverdota György: Zord bűnös vagyok, azt hiszem: József Attila kései költészete, Pro Pannonica, Pécs, 2010
- N. Horváth Béla: A líra logikája, Akadémiai Kiadó, Bp., 2008
- Bókay Antal: Líra és modernitás – József Attila én-poétikája, Bp., Gondolat, 2006
- „Mint gondolatjel, vízszintes a tested…”: tanulmányok József Attiláról, szerk. Prágai Tamás, Kortárs, Mindentudás Egyeteme, Budapest, 2005
- Péter László: 14 írás József Attiláról, Bába, Szeged, 2005
- Alföldy Jenő: Arany öntudat: József Attila-tanulmányok, Nemzeti Tankönyvkiadó, Bp., 2005
- Tiszatáj, József Attila emlékszám, 2005/4.
- Bókay Antal: József Attila poétikái, Gondolat, Bp., 2004
- Tanulmányok József Attiláról, szerk. Kabdebó Lóránt, Anonymus, Bp., 2001
- Beney Zsuzsa: A gondolat metaforái: esszék József Attila költészetéről, Argumentum, Bp., 1999
- Tverdota György: József Attila, Korona, Bp., 1999
- Tverdota György: A komor föltámadás titka: A József Attila-kultusz születése, Pannonica, Bp., 1998
- Lengyel András: A modernitás antinómiái, Tekintet, Bp., 1996
- „A Dunánál”: tanulmányok József Attiláról, szerk. Tasi József, Petőfi Irodalmi Múzeum, Bp., 1995
- Szerdahelyi István: József Attiláról; Nagy Lajos Kiadó, Bp., 2020
- Tverdota György: Gondoljátok meg, proletárok; Osiris, Bp., 2021– (Osiris irodalomtörténet. Monográfiák)
  - 1. Az ifjú József Attila; 2021
- Veres András: És megint elölről... Ady, Kosztolányi, József Attila. Válogatott tanulmányok 1.; Balassi, Bp., 2022

### József Attila művei
- József Attila összes műve
- József Attila művei a Magyar Elektronikus Könyvtárban
- J. A. összes tanulmánya és cikke
- Szavalt és megzenésített versek, egyéb források az Emlekev.hu-n
- Műveinek fordításai a Bábelmátrixban

### József Attiláról
- Cikkek, tanulmányok József Attiláról Sulinet Digitális Órák oldalán
- József Attila Társaság honlapja
- Garai László: József Attila pszichológiai tesztjéről
- Garai László: József Attila identitásai – és identitása. Eszmélet. 2013 tavasz, 163-170.
- Jánosi Rita (2000). „Kezembe került egy kötet”. Iris XI (1-2).
- József Attila-versek képzőművészetben
- Lengyel András: József Attila, Rátz Kálmán és „A nemzeti szocializmus” Archiválva 2016. június 2-i dátummal a Wayback Machine-ben
- József Attila a PORT.hu-n (magyarul)
- Kun József: József Attila istenes versei